# Rocca dei Rossi (San Secondo Parmense)

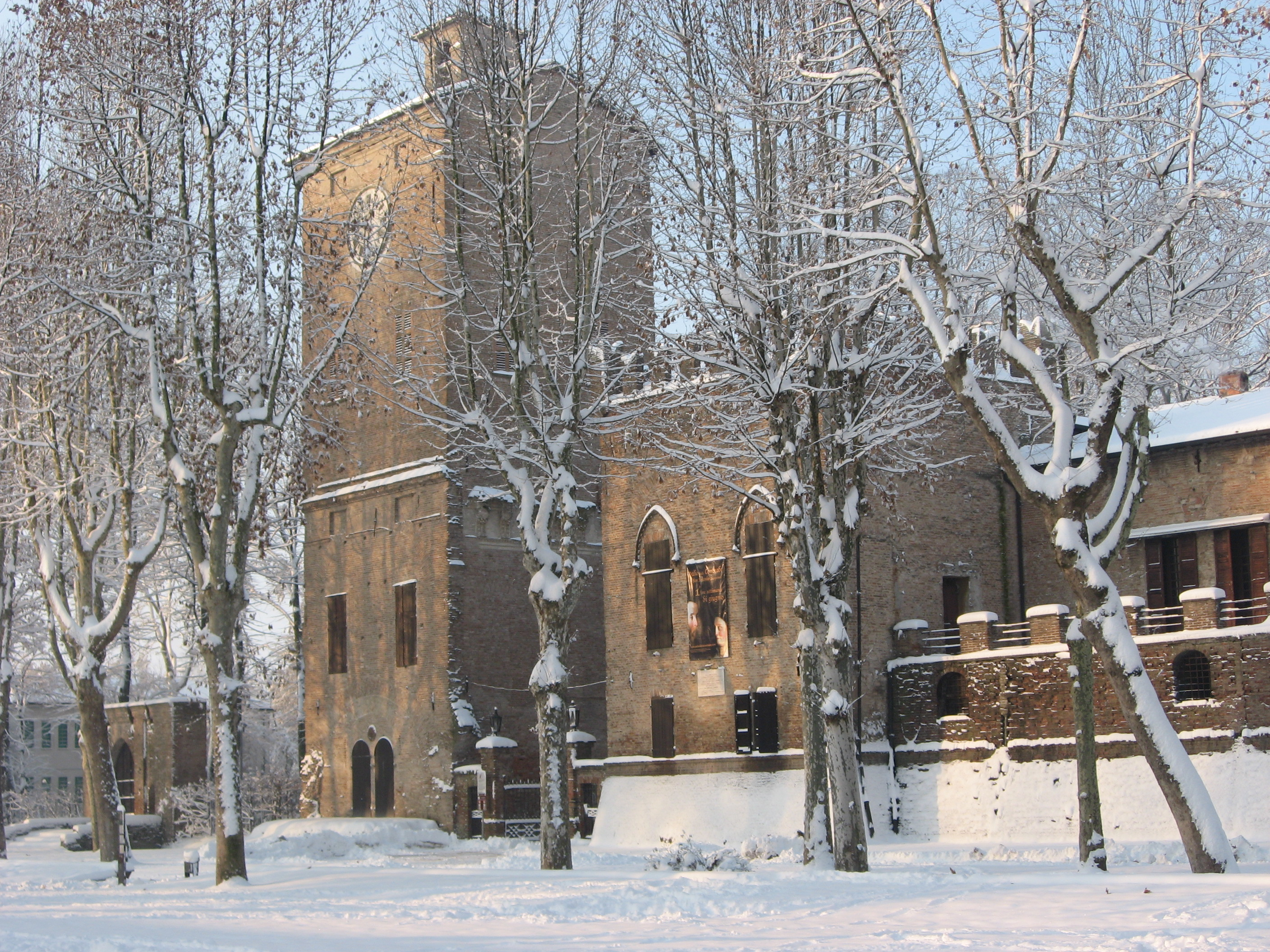
Rocca dei Rossi im Schnee

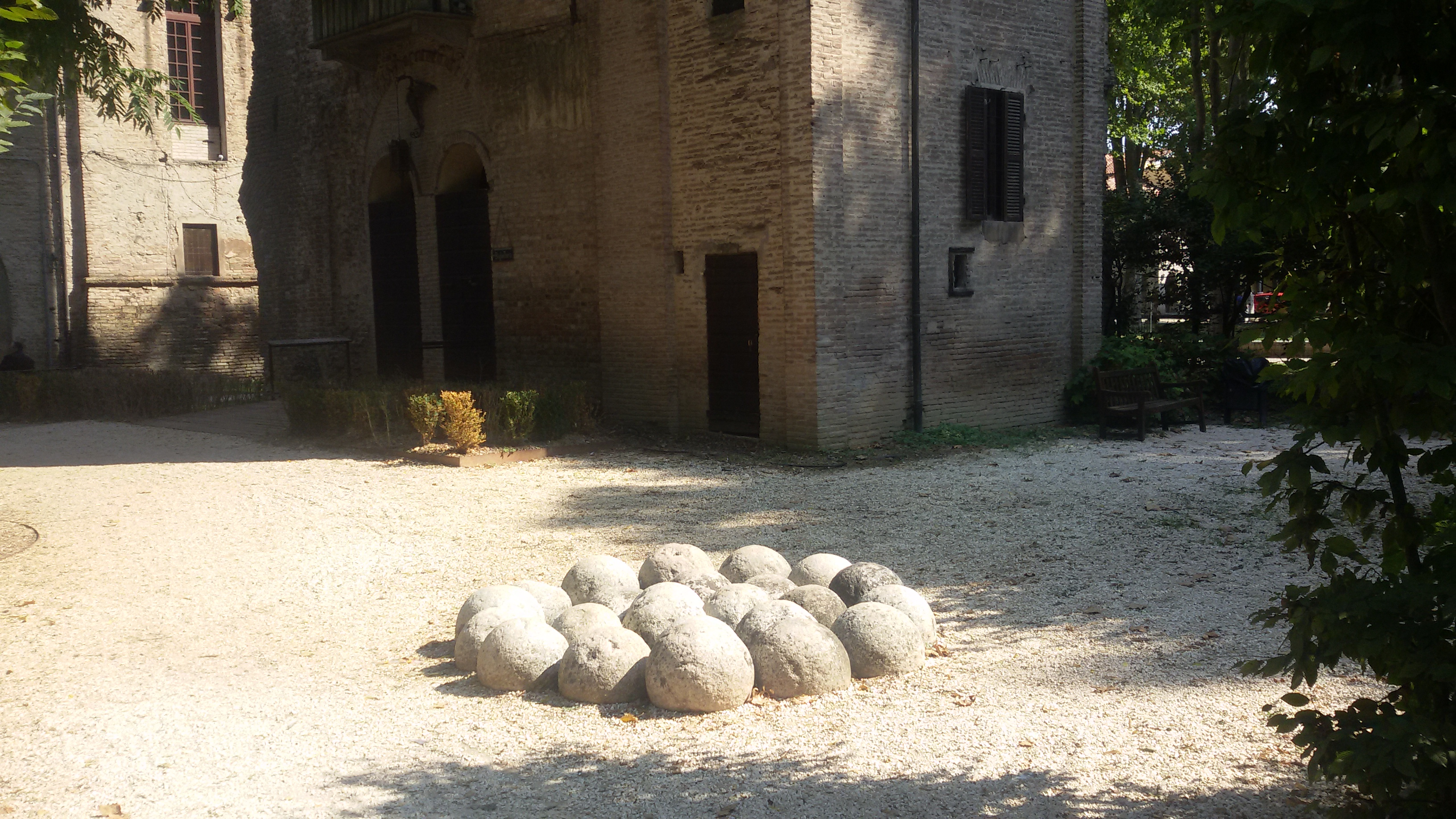
Übrig gebliebene Kanonenkugeln unter dem Bergfried, nach einer örtlichen Sage von der Belagerung der Truppen von Ludovico Sforza (1482).

Die Rocca dei Rossi ist eine spätmittelalterliche Burg in San Secondo Parmense in der italienischen Region Emilia-Romagna. Sie liegt an der Piazza Manzini 12. Ab dem 15. Jahrhundert war sie die Hauptburg, von der aus die Rossis ihre Lehen verwalteten, sowie zusätzlich Wohnburg der Familie des Grafen Pier Maria II. de’ Rossi.

## Geschichte

### Die Ursprünge: Die Festung aus dem 15. Jahrhundert
Die Burg wurde um 1413 im Auftrag von Pier Maria I. de’ Rossi, des Vaters von Pier Maria II. de' Rossi, auf einem Rücken erbaut, und zwar zur Verteidigung der befestigten Siedlung San Secondo, an der die Rossis seit dem 12. Jahrhundert Rechte hatten und seit 1365 ihre Herrschaft als Grafen ausübten. Die Burg wurde am dem Dorf gegenüberliegenden Ufer des Alten Taro errichtet, sodass von diesem zur Speisung der Burggräben Wasser abgeleitet wurde, wie dies die Siedlung bereits seit dem 13. Jahrhundert machte.
Dieser erste Bau wurde vom Dichter Gerolamo Rustici aus Piacenza, wie folgt, beschrieben:

“Grande e magnifico, con tutte le mura da basso a cima, grosso di ventiquattro piedi, massiccio con quattro baluardi difesi dalle sue mezze lune con maschio nel mezzo, grosso trentasei piedi tutto massiccio, senza la terra che era tutta cinta di grosse mura con sette baluardi“
(dt.: „Groß und großartig, mit all ihren Mauern von der Basis bis zur Krone, 24 Fuß breit, massig mit vier Verteidigungsbollwerken, die von ihren Halbmonden mit dem Bergfried in der Mitte verteidigt wurden, 36 Fuß breit an der sehr massigen Basis, ohne das Gelände, das vollständig mit dicken Mauern und sieben Bollwerken eingefriedet war“.)

Dieses Bild ähnelt dem Gemälde von Benedetto Bembo in der „goldenen Kammer“ des Castello di Torrechiara.
Das Gebäude zeigte sich vorwiegend als für Verteidigungszwecke und nicht für Wohnzwecke errichtet; die Mauern in Form eines Rechteckes hatten an den vier Ecken vorspringende Türme, während der Einlass an der Ostseite mit drei Ravelins ausgestattet war und der Wehrgang auf den Mauern gedeckt war und sich durch die Türme fortsetzte.
Innerhalb des Mauerrings erhob sich der einzeln stehende Bergfried, geschützt durch eine Verdickung in der äußeren Umfassungsmauer; in der Tat wandten sich die Mauern von der eigentlichen Burg ostwärts; diese stammte zusammen mit dem Nordostturm teilweise aus der ersten Periode und zeigte einen Maueraufbau aus Ziegeln mit einer Dicke von 7 Metern.
Was die interne Anordnung der Gebäude betrifft, so scheint es, dass sie im Hof um den Bergfried herum angeordnet waren, jedoch mit Abstand von der Umfassungsmauer.

### Der neue Palast von Troilo I.
Als 1482 der Krieg der Rossis ausbrach, widerstand die Burg erfolgreich die zahlreichen Belagerungen der Truppen Sforzas unter der Leitung von Gian Giacomo Trivulzio und Sforza Secondo Sforza und ermöglichte den Verteidigern zahlreiche Einsätze, die die Belagerer über die Ufer des Taro und der ‚‘Rovacchia‘‘ hinaus zurückwarfen. Die Burg wurde 1483, während der Wiederaufnahme des Krieges durch Guido de’ Rossi, erneut belagert, musste aber am 21. Juni 1483 schließlich kapitulieren. Schwer beschädigt durch die Truppen Sforzas wurde sie fast zwei Jahrzehnte, also fast bis 1499 nicht mehr genutzt; dann gelang es Giovanni de’ Rossi, sich dank der den Franzosen geleisteten Dienste wieder in den Besitz der Grafschaft und der Burg zu bringen.
Es war der Sohn von Giovanni de' Rossi, Troilo I. de’ Rossi, der die Burg wiederaufbauen ließ, die zur Zeit seiner Machtübernahme in einem schlechten Zustand war, seit fast 20 Jahren aufgegeben und mit durch die Einschläge der Bombardierungen Sforzas schwer beschädigten Mauern.
Troilo I., der sich der prekären Lage seiner Lehen, die durch die expansionistischen Ziele der Erben Guido de’ Rossis gefährdet wurden, bewusst war, konzentrierte sich auf den Umbau der Verteidigungsanlagen und ließ die befestigte Siedlung San Secondo mit neuen Mauern ausstatten, aber gleichzeitig auch die Umfassungsmauern der Burg restaurieren, wo möglich, durch den Erhalt und den Wiederaufbau der Mauern aus dem 15. Jahrhundert und den Wiederaufbau der Eckbastionen.
Was die Gebäude im Inneren angeht, so wurden diese zunächst restauriert: Der wichtigere Wohnbereich befand sich um den Bergfried, wo sich ein kleiner Hof ergab, in dem ein Brunnen lag, der heute in der Nähe des Eingangs steht. Aus dieser Zeit stammt auch der gesamte Ostflügel der Burg und das erste Obergeschoss zur Mauer hin (in dem der Sala di Adone, der Sala di Latona und der Sala dei Giganti liegen), das vermutlich aus der Umwandlung einiger Diensträume entstand, die in der Nachbarschaft des Wehrgangs lagen.
Der konsequenteste Eingriff aber war der Neubau des kompletten Nordflügels, des sogenannten „Palazzo Novo“, in dem sich die Wohnräume befinden. Im ersten Obergeschoss wurden die Räume um eine Galerie herum angeordnet, die sich im Westen auf eine Loggia hin öffnet, die später in die Galleria di Esopo, in die Sala di Momo und die Sala delle Favole umgewandelt wurde. In der Mitte des Palastes befand sich die große Aula, die mit dem heutigen Ehrenhof korrespondiert, um den herum eine Vorhalle mit sechs Säulen und Rundbögen, die den Zweck hatten, als Trennung und Abgrenzung zwischen den gemeinsam genutzten Räumen und denen für Wohnzwecke der Grafen zu dienen.
Am Ende der durch „Troilo I.“ veranlassten Arbeiten erschien der Wohnbereich ziemlich begrenzt, der links vom heutigen Eingang bis zu dem für die allgemeine Nutzung, der mit einem großen Platz korrespondierte, der von den Mauern eingeschlossen war.

### Die Erweiterungen von Pier Maria III.
Die Burg wurde von Bernardo und Filippo Maria de’ Rossi nach dem Tode Troilos I. am 3. Juni 1521 angegriffen und eingenommen. Nach der siegreichen Schlacht von San Secondo wurde sie von Giovanni dalle Bande Nere befreit. Der abschnittsweise Umbau von einer Verteidigungsfestung zu einem verschwenderischen Palast erfolgte, seit die Rossis glückliche Ehen mit den bedeutenden Adelsfamilien, von den Riarios bis zu den Sforzas und von den Medici bis zu den Gonzagas eingingen. Von diesen Eheschließungen kennt man heute noch die zwischen Pier Maria III. de’ Rossi und Camilla Gonzaga, die am 13. Februar 1523 erfolgte und an die jedes Jahr mit dem Palio delle Contrade di San Secondo erinnert wird.
Aus dieser Zeit stammen die Erweiterungen im Auftrag von Pier Maria III. de’ Rossi: Schon 1528, während bei ihm eine in der Schlacht erlittene Beinwunde heilte, begann der Markgraf mit der Beauftragung einiger Erweiterungsarbeiten, unter denen ein großer Turm und eine Mauer der Burg hervorstechen, Arbeiten, die von 1530 bis 1534 dauerten und durch von Pier Maria III. selbst unterschriebene Verträge dokumentiert sind.
Auch wenn in den Dokumenten keine Details der Arbeiten zu ersehen sind, so sind dort erstmalig das Oratorio di Santa Caterina, die Camera d’Oro (das Geburtszimmer von Pier Maria III.), der Archivsaal des Markgrafen (Sala dei Cesari) und die Ställe, vor allen Dingen aber der Große Saal mit 20,5 Metern Länge, 11,2 Metern Breite und 14 Metern Höhe (Sala delle Gesta Rossiane) erwähnt, der sich nördlich an die Außenmauern der Burg anlehnt, wie man heute noch an der unterschiedlichen Färbung der Ziegelsteine erkennen kann, die den unteren und den oberen Teil der Nordmauer der Burg bilden.
Neben dem Großen Saal wurde die Ehrentreppe aus Marmor aus Verona gebaut und ebenfalls der Nordostturm der Burg abgeändert, um ihn an die veränderten Verteidigungsbedürfnisse anzupassen.
Die Erweiterungen der Burg blieben aber nicht unbeachtet, weder von Seiten der Farneses noch von Seiten des Papstes Paul III., der, nachdem Giovan Girolamo de’ Rossi, Bischof von Pavia, in Ungnade gefallen war, und nach den Skandalen um Giulio Cesare de’ Rossi mehrmals forderte, dass die Burg von San Secondo genauso abgerissen würde, wie dies mit der von Basilicanova im Lehen von Giulio Cesare de’ Rossi geschehen war. 1539 versuchten die Inspektoren immer noch, zu verstehen, ob die von Pier Maria III. de’ Rossi durchgeführten Erweiterungen angemessen oder übertrieben seien, und, vielleicht genau aus diesem Grund, geheim gehalten würden, um Rache und Vergeltungsmaßnahmen zu verhindern.

### Der Adelspalast von Troilo II.
Im 16. Jahrhundert, als jeder kriegerische Ehrgeiz der Rossis mit der Unterwerfung unter die Farneses ausgelöscht wurde, widmeten sich die Markgrafen der Dekoration ihres Wohnpalastes; dieser Aspekt traf vor allen Dingen auf Troilo II. de’ Rossi zu, der die Ausschmückung aller Repräsentationsräume in Auftrag gab.
In architektonischer Hinsicht ließ Troilo II. den Ostflügel errichten, der um den Bergfried herum entstand, der früher isoliert und nur über den Wehrgang auf den Mauern verbunden war. Er wurde nun in einen Block von Räumen integriert, die die Wohnung der Frauen enthielt und später abgerissen wurde. Ebenso ließ der Markgraf die Loggia auf der Ostseite, zum großen Innenhof hinaus, bauen und den Gefängnisblock errichten. Um 1570 wurde das neue Oratorio di Santa Caterina gebaut, das vom Bruder Troilos II. gesegnet wurde. Dies war Ippolito de’ Rossi, Bischof von Pavia und späterer Kardinal. Das Oratorium ersetzte die frühere Kultstätte, die ebenfalls der Heiligen Katharina geweiht war und am Ende der Loggia immer noch bestand, wie die Existenz eines Glockenturms im 19. Jahrhundert bezeugt, der neben dieser Loggia stand und später abgerissen wurde.
Troilo II. werden übrigens der größte Teil der Aufträge für Bilder und Fresken zugeschrieben, die die Repräsentationsräume und die Adelsresidenz bereichern, ebenso wie der Bau zahlreicher offener Kamine, die es heute in der Burg gibt.
Nach der Konfiszierung durch die Farneses 1633 verschoben sich die Interessen der Rossis in die Lombardei und, auch wenn das Lehen 1653 an Scipione I. de’ Rossi zurückgegeben wurde, verlor die Burg schließlich ihre zentrale Lage in den Besitzungen der Rossis, die allerdings inzwischen extrem reduziert worden waren, und wurde für lange Zeit eine luxuriöse Residenz auf dem Lande, aber von Interesse für die Familie, die jetzt hauptsächlich jenseits des Po residierte, und zwar im Palazzo di Farfengo im Gebiet von Cremona.
Dennoch wurden im 18. Jahrhundert unter der Markgrafschaft von Friedrich II. de’ Rossi letzte Erweiterungsarbeiten durchgeführt, und zwar wurde auf der linken Seiten des alten Eingangs, anschließend an die Umfassungsmauer, das Hoftheater mit angrenzendem Vorraum erbaut und ebenfalls im 18. Jahrhundert mit dem Bau des Appartamento dei Guasti (dt.: Apartment der Fehler) begonnen, (so genannt, weil es nie fertig wurde) das unter Einbeziehung eines Raumes im Bergfried sich entlang der Ostfassade der Burg bis zum Theater erstreckte. Die Arbeiten mit der Eroberung durch die Franzosen unterbrochen.
Mit dem Tod von Scipione II. de’ Rossi 1802 in Venedig starb der Familienzweig in direkter Linie von Troilo I. de’ Rossi aus und die Burg wurde, nachdem sie erst konfisziert worden war, 1803 durch Urteil des Magistrats von Parma an Giovan Girolamo de’ Rossi, einen Vetter von Scipione II., zurückgegeben. Giovan Girolamo, der fest in Padua residierte, hatte auch keinen Sohn und hinterließ in seinem Testament von 1813 die Burg von San Secondo zusammen mit seinen anderen Gütern dem Grafen Ferdinando Vaini aus Padua als Erbe, wobei er den Bruder Guido, Kämmerer am Hof von Herzogin Marie-Louise, als Nutznießer benannte.
Nach dem Tod von Giovan Girolamo de’ Rossi, dem letzten Markgrafen, im Jahre 1817 bestätigte die herzogliche Liegenschaftsverwaltung Vaini als rechtmäßigen Erben, aber nach dem Tod des Nutznießers Guido 1825 forderte die Regierung des Herzogtums die Rückübertragung des Lehens und so auch der Burg.
Nach einem langen Gerichtsstreit gelang es 1832 Vaini, einen Vergleichsvorschlag annehmen zu lassen, der die Burg von San Secondo gegen Zahlung einer Entschädigungssumme von 116.800 parmensische Lire von der Beschlagnahme befreite.
Die letzten Eigentümer gaben die Burg 1919 gegen eine Summe von 27.294 Lire an die Gemeinde San Secondo Parmense ab, die dort die Gemeindeverwaltung etablierte. Diese Nutzung blieb bis zum 8. April 2002, dann wurden die Büros der Gemeindeverwaltung in die angrenzende, ehemalige Mittelschule verlegt und die Burg wurde für Besucher zugänglich. In den Jahren davor wurde der Vorplatz der Burg erneuert, wobei ein Teil der Umgehungsstraße aufgegeben und der erste Bogen der Zugangsbrücke (immer noch eine Zugbrücke) freigelegt wurde. In den Jahren zwischen 2003 und 2005 wurden Restaurierungsarbeiten an den Stallungen aus dem 19. Jahrhundert und der Halle der Kanoniere durchgeführt, wodurch die einfachen Mauern sichtbar wurden.
Nach den Beschädigungen durch das Erdbeben vom Januar 2012 blieb die Rocca dei Rossi wegen Restaurierung etwa drei Jahre lang geschlossen. Ende August 2013 wurden einzelne Teile wiedereröffnet, aber erst Ende März 2015 wurde die Burg mit der Eröffnung der großartigen Sala delle Gesta Rossiane wieder vollständig zugänglich, allerdings blieben die drei Säle im Westflügel (Sala della Giustizia, Sala del Lupo und Sala della Cena) noch geschlossen.
Im Laufe des 19. Jahrhunderts hatte das Gebäude große Beeinträchtigungen erlitten, einschließlich der unerklärlichen Abriss verschiedener Diensträume, des Oratorio di Santa Caterina mit den Familiengräbern der Rossis, über deren Schicksal es keine Angaben gibt, des Hoftheaters, der Loggia zur Siedlung hin, der Zimmer für die Dienerschaft, der Stallungen, der Scheune, des Holzschuppens und der Gefängnisse.
Zum Glück sind die ältesten und künstlerisch wertvollsten Teile erhalten geblieben, die aus den Repräsentationsräumen der Adelsresidenz bestehen: Der Nordflügel und der Nordwestflügel, die aus dem 16. Jahrhundert stammen. Dort sind fast alle Dekorationen konzentriert, oder zumindest das, was 1870 noch erhalten war; laut dem Probst Giuseppe Maria Cavalli, dem Autor eines Essays über San Secondo, gab es dort einen einzigen Saal mehr mit Fresken als wir heute sehen können, in dem Affen dargestellt waren. Vom restlichen Teil der Burg ist dagegen die Sala di Venere e Vulcano, die neben der Sala di Circe e Didone lag und für den Bau der südlichen Zugangstreppe zum ersten Obergeschoss und eines Dienstzimmers weichen musste; in diesem Saal gab es einen offenen Kamin, der genau so war wie der in der Sala di Circe e Didone; dieser offene Kamin wurde verkauft und befindet sich heute im Palazzo Stroganov in Rom. Getrennt vom mittleren Baukörper sind noch der Bergfried und der alte Eingang über die Zugbrücke erhalten geblieben. Obwohl sie nicht wirklich Teil der Burg, aber doch mit dieser eng und ideell verbunden sind, verbleibt doch an der äußersten Südgrenze des die Burg umgebenden Parks das Oratorio della Beata Vergine del Serraglio, das Scipione I. de’ Rossi außerhalb der Grenzen des Parks errichten ließ. Vom Park aus gelangt man dank eines Übergangs auf der Umfassungsmauer direkt in das Oratorium.

## Beschreibung

### Die Burg im 19. Jahrhundert

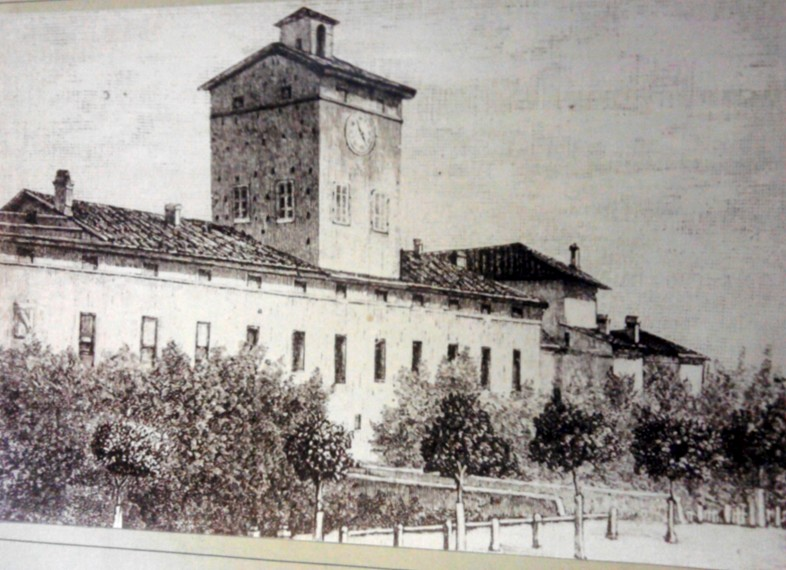
Die Rocca dei Rossi vor den Zerstörungen des 19. Jahrhunderts

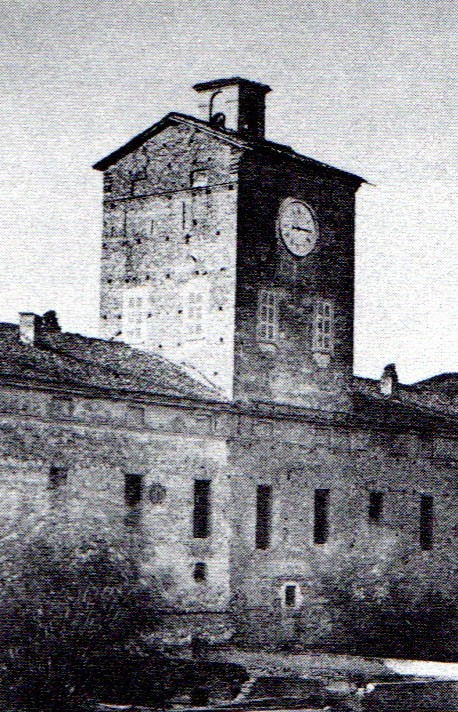
Der Bergfried, umgeben von dem Gebäudeblock, der heute nicht mehr existiert

Unter den Papieren, die man im Archiv der Rossis gefunden hat, sind kleine Pläne erhalten, die es ermöglichen, ausreichend gut die ursprünglichen Gebäude der Burg zu rekonstruieren. Vom Vorplatz gelangte man über eine Zugbrücke mit drei Bögen aus Mauerziegeln zum Eingang, der aus einem langen Korridor bestand, der auf den großen Innenhof zielte. Vor dem Ende dieses Korridors gelangte man auf der rechten Seite in das Oratorio di Santa Caterina. In dem Oratorium gab es einen einzigen Altar, während auf der Süd- und Ostseite einige Tribünen erhalten waren, die es den Rossis ermöglichten, dem Gottesdienst zu folgen; über dem Altar war ein Ölgemälde angebracht. In der Krypta des Oratoriums lagen die Gräber der Markgrafen, ihrer Verwandten und Familienangehörigen. Auf der linken Seite dagegen, lagen im ersten Obergeschoss das Hoftheater, die Bühne und der Vorraum des Theaters, der zum Eingang führte. Das Theater bestand aus einem großen Raum mit Decke, in dem sich die Bühne, die Loggien, die Sitzplätze und verschiedene Szenenbilder befanden; anschließend daran gab es einen Vorraum und es führte zum alten Zitronenhaus. Neben dem Bergfried, lagen im Tiefparterre die Gefängnisse, deren Abriss 1883 begann. Auf der anderen Seite des Bergfrieds gab es einen Innenhof mit Brunnen, der heute noch neben dem neuen Eingang, der zwischen dem Bergfried und den übrigen, verbliebenen Gebäuden liegt.
Auf den großen Innenhof führten von Osten eine Loggia, die entlang eines Gebäudeblocks verlief, der den Bergfried umgab und die Wohnräume für die Damen enthielt, das sogenannte Appartemento dei Guasti, und eine nördliche Loggia, die es heute noch gibt.
Die südliche Vorhalle enthielt die Diensträume (Stallungen und Scheunen), wogegen es in der westlichen Wohnräume für die Dienerschaft gab, die sich wiederum an den Loggiaflügel des heutigen Gebäudes anschloss. Das erste Obergeschoss erstreckte sich dagegen über die gesamte Seite zum Platz und zur nördlichen Loggia hin.
In der Nähe der Stallungen und Scheunen, im sogenannten „Unteren Hof“ an der Südwestecke des heutigen Parks, lagen die Remisen und die Keller, von denen einer unterirdisch war.
Unter der Burg gab es einen Geheimtunnel, der aus dem Dorf heraus führte und für Fluchten und Ausfälle genutzt wurde. Die Galerie, in die man vom Untergeschoss des Bergfrieds aus gelangte, wurde zugemauert, als die alten Gefängnisse 1883 abgerissen wurden. Ausgrabungen, die um 1920 am Eingang zur Galerie durchgeführt wurden, brachten Waffen, Geldmünzen, Tassen, dekorierte Teller und Knochen von Soldaten und Pferden ans Licht. Die Anlage komplettierte ein Park von 60 Biolche (ca. 18,5 ha), der – wie bereits erwähnt – bis zum Oratorio della Beata Vergine del Serraglio reichte.
Im Zuge der Abrissarbeiten wurde auch ein Graben angelegt, eine Arbeit, die 1917 abgeschlossen wurde.

### Die heutige Burg
Der heutige Aufbau der Burg, der oben beschrieben wurde, kann sich eines bemerkenswerter Dekorationen rühmen und erstreckt sich auf über 3000 m². Die mit Fresken verzierten Räume, die alle im ersten Obergeschoss liegen, das über die imposante Treppe aus dem 16. Jahrhundert am Ende des Ehrenhofes erreichbar ist, bestehen aus dem, was heute noch vom Wohnbereich (der Herren) und den bis heute praktisch unverändert erhalten gebliebenen Repräsentationsräumen übriggeblieben ist. An deren Ausschmückung arbeiteten als Künstler Schüler von Raffael und Giulio Romano, Cesare Baglioni, Orazio Samacchini, Francesco Zanguidi, Ercole Procaccini d. Ä., Vincenzo Tamagni und Giovanni Antonio Paganino.

### Die Themen der Ausschmückungen
Die Ausschmückungen im Gebäude kann man zeitlich in fünf verschiedene Abschnitte einteilen, deren Zweck es war, eine Art illustriertes Archiv zu schaffen, das in mehr oder weniger allegorischer Art die historischen und familiären Ereignisse der Zeit beschreibt:
- Erste Periode (1525–1535). Der älteste Abschnitt, den Pier Maria III. de' Rossi zwischen dem Ende der 1520er-Jahre und dem Beginn der 1530er-Jahre in Auftrag gab. Er wird in der Sala dell’Asino d’Oro und in der Sala dei Cesari gezeigt, die die Zeit der Hoffnung auf neue Triumphe im Bewusstsein des zu zahlenden Preises widerspiegeln.[10]
- Zweite Periode (1538–1549). Die zweite Phase, die vom Ende der 1530er-Jahre bis zum Tod von Papst Paul III. reichte; er stimmt mit der Zeit überein, in der Pier Maria III. de' Rossi, geschwächt durch die Skandale, in die auch sein Bruder Giovan Girolamo de’ Rossi, verwickelt war, und angesichts des Aufstiegs der Farneses sich gezwungen sah, sein Glück jenseits der Alpen zu suchen. Typisch für diese Periode ist der Rückzug auf Allegorien, Fabeln und Aphorismen, die den tiefen Kontrast zwischen der lokalen Macht der Familie Rossi und der unerreichbaren der Farneses markieren, wie um zu zeigen, wie schwierig der Kampf mit den neuen Herzögen von Parma gewesen wäre. Aus dieser Phase stammen die Sala delle Favole, die Galleria di Esopo und die Sala di Momo.[10]
- Dritte Periode (1550–1555). Der Abschnitt im Auftrag von Troilo II. de’ Rossi umfasst den Beginn der 1550er-Jahre, zeitgleich mit der Entfaltung des Krieges von Parma. Die dritte Phase ist durch das Bewusstsein der Niederlage gekennzeichnet, die durch die Ermordung von Giulio Cesare de’ Rossi im Jahre 1554 in der Abtei Chiaravalle della Colomba durch die Hände der Attentäter von Ottavio Farnese symbolisiert wird. Die Abbildungen haben Symbole des Unglücks und der Reue zum Thema, wie Kirke, oder Symbole der Niederlage, wie Dido.[10]
- Vierte Periode (1556–1568). Der Abschnitt im Auftrag von Troilo II. de’ Rossi umfasst den Zeitraum, in der der Markgraf gezwungen war, dem Druck der Farneses und des Königs von Spanien, Philipps II., zu weichen und seine Unterwerfung unter Ottavio Farnese zu zeigen. Die vierte Phase ist durch Ehrfurcht und Versöhnung mit den neuen Herzögen gekennzeichnet, um zu retten, was zu retten war, bestimmt von der Erkenntnis, dass zu viel zu wagen, bedeuten könnte, alles zu verlieren. All dies bildet das Leitmotiv der drei Repräsentationsräume, Epen von Helden, die sich durch Gewalt oder Unglück über ihre Grenzen gewagt hatten und bestraft wurden.[10]
- Fünfte Periode (um 1570). Die fünfte Phase fällt mit dem Abschnitt im Auftrag von Troilo II. de’ Rossi zusammen, der trotz der Unterwerfungakte anmerken wollte, dass die Niederlage ehrenhaft gewesen und nicht durch Feigheit oder Unfähigkeit verursacht, sondern durch höhere Gewalt diktiert worden sei. Zeugen dieses Ansinnens sind die Fresken der großen Sala delle Gesta Rossiane, wo alle Taten der Vorfahren aufgeführt sind.[10]

### Die kleineren Säle im ersten Obergeschoss

#### Sala di Bellerofonte

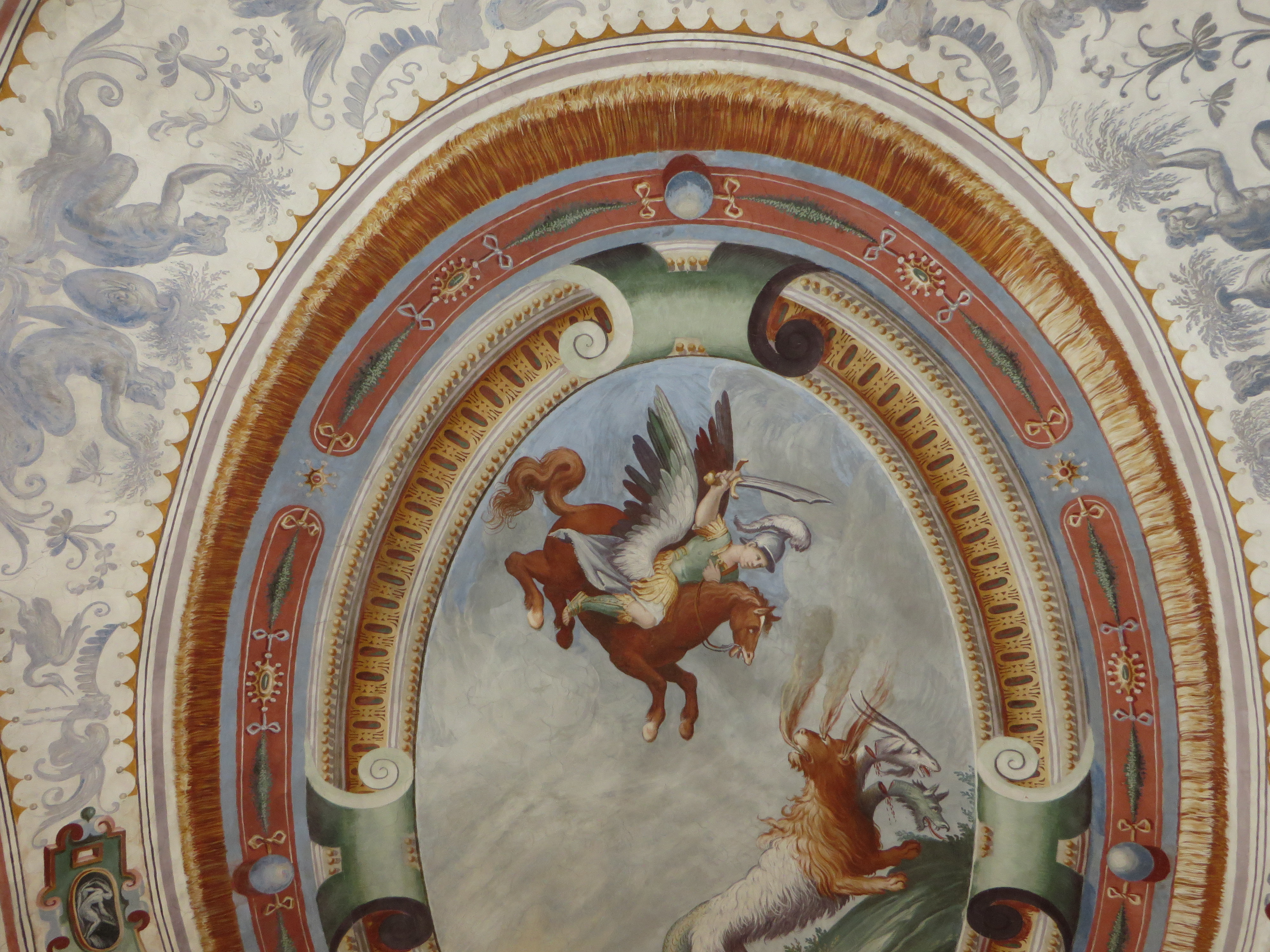
Detail der Fresken in der Sala di Bellerofonte

(dt.: Bellerophon-Saal). Sein Zugang liegt vor dem Eingang am Ende der Treppe. Dort ist Bellerophon gemalt, der die monströse Chimära mit dem Körper eines Drachens und dem Kopf eines Löwen, allegorisches Zeichen des ewigen Kampfes zwischen dem Guten und dem Bösen, tötet. Die Fresken bedecken das Gewölbe mit Grotesken an den Seiten, die den Lauf der Jahreszeiten durch frühlingshafte Blumen und sommerliche Früchte zeigen. Die Ausschmückungen sind auf die Zeit um 1550 zu datieren. Der Saal diente als Empfangsraum für die Gäste.

#### Galleria di Esopo

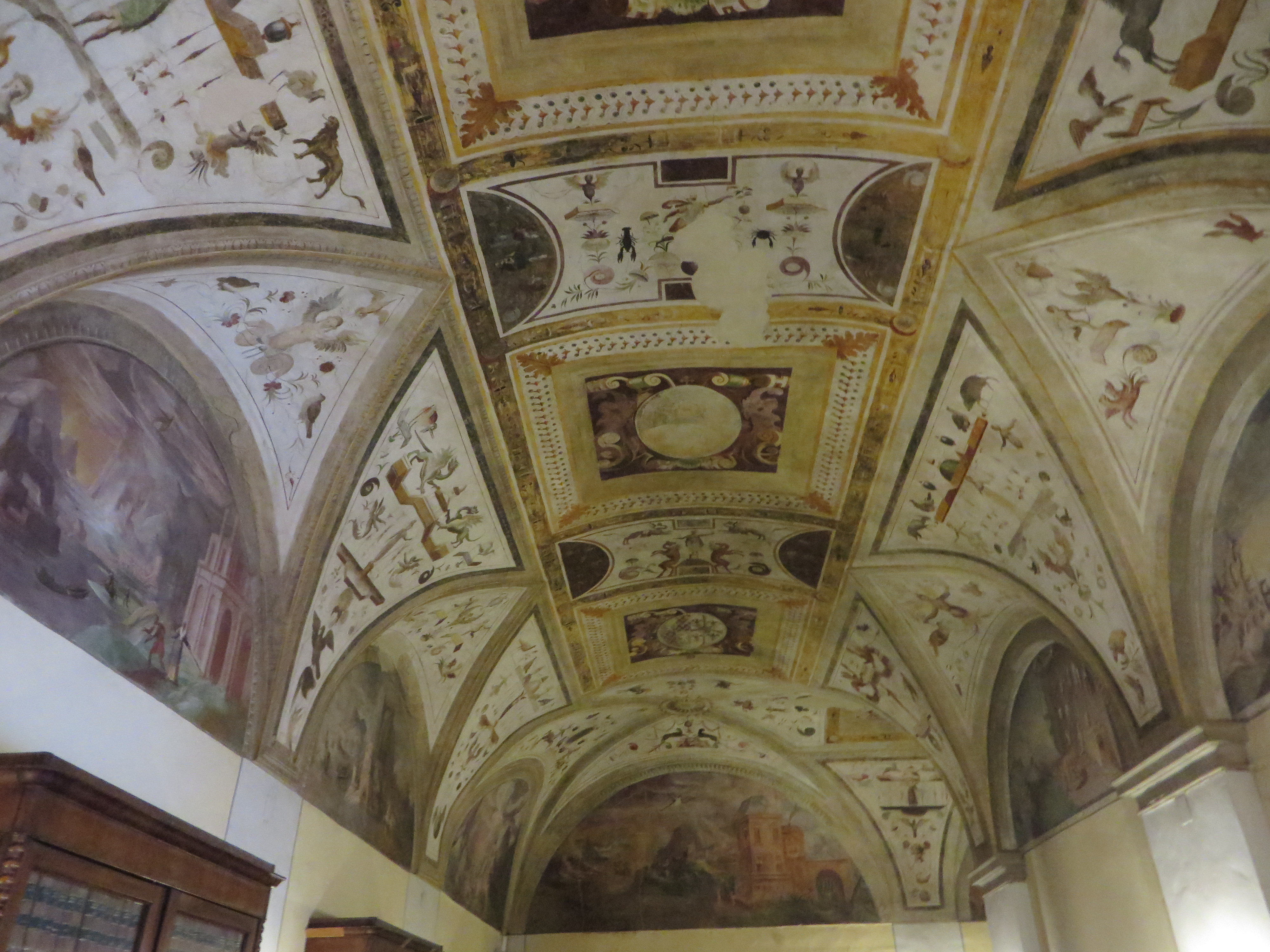
Das Gewölbe der Galleria di Esopo

(dt.: Äsop-Galerie). Sie liegt rechts des Eingangs am Ende der Treppe. Tatsächlich ist sie ein langer Korridor in L-Form, aus dem man in die anderen Säle gelangt. Dort werden einige der berühmtesten Fabeln des Äsop gezeigt, wie die Fabel vom Fuchs und der Maske. Die Allegorien des Saales beziehen sich auf die Kämpfe mit dem Papsttum in der letzten Phase der Markgrafschaft von Pier Maria III. de’ Rossi zusammen mit dem Fall in Ungnade von Giovan Girolamo de' Rossi und der daraus folgenden Forderung von Papst Paul III. nach der Zerstörung der Burg. Die groteske Silhouette des Pontifex ist gut erkennbar. Unter den Grotesken sticht das Wappen heraus, das aus dem der Rossis, der Gonzagas und der Rose des Hauses Riario zu Ehren der Mutter Pier Maria III. de' Rossis, Bianca, zusammengesetzt ist. Der Saal/Korridor ist auf die Zeit zwischen 1545 und 1549 zu datieren und diente als Verbindung zwischen den verschiedenen Sälen.

#### Sala delle Favole

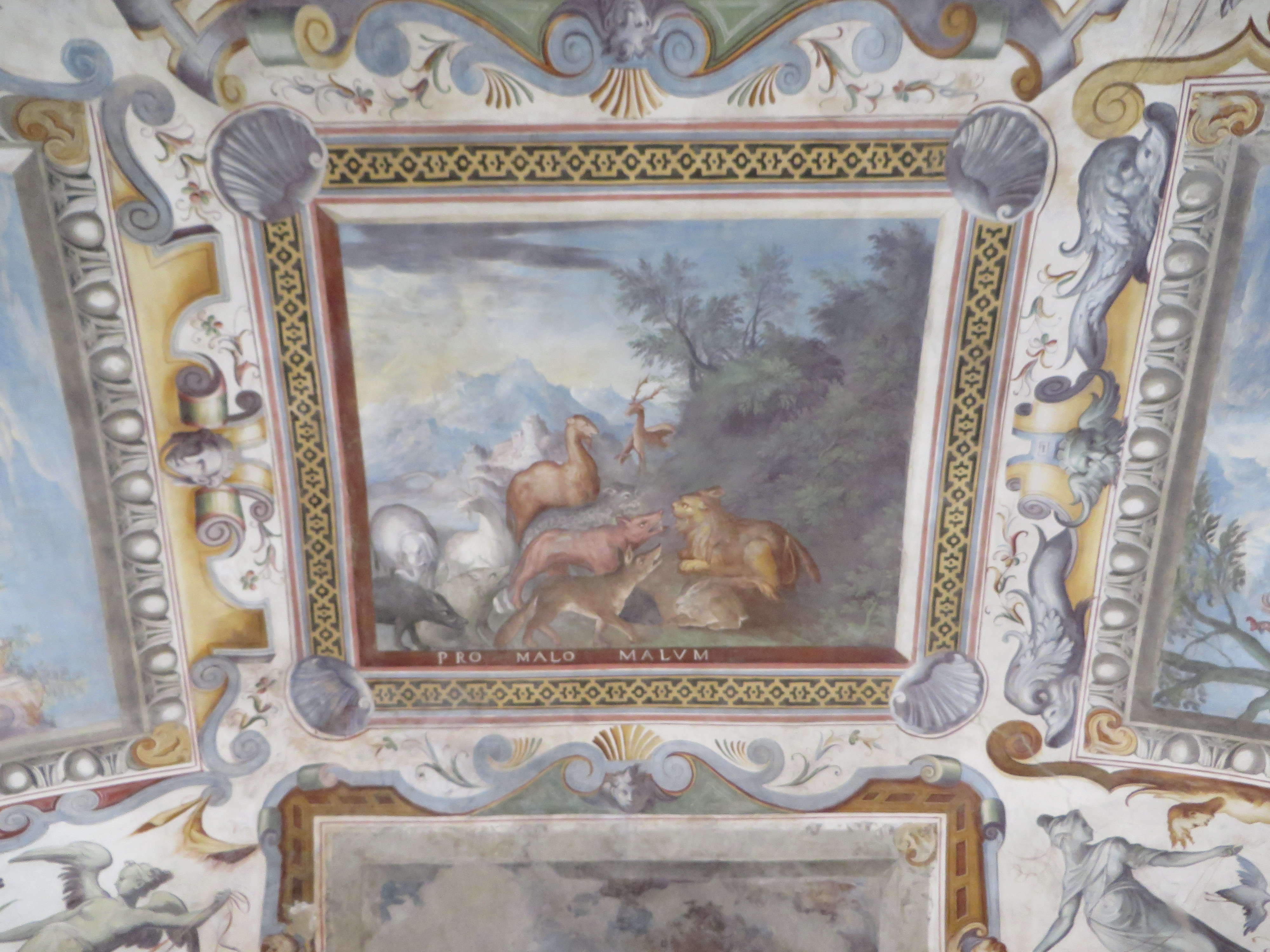
Detail der Fresken in der Sala delle Favole

(dt.: Saal der Fabeln). Hierhin gelangt man durch die Galleria di Esopo, die zur selben Zeit wie der Saal entstanden ist; der Saal ist der erste auf der rechten Seite. Dort sind einige Fabeln (Der Wolf und Kranich; Der Fuchs, der Hund und der Hahn; Der Löwe, der, verlacht von den anderen Tieren, stirbt) dargestellt. Der Saal diente als Wohnraum.

#### Sala di Momo

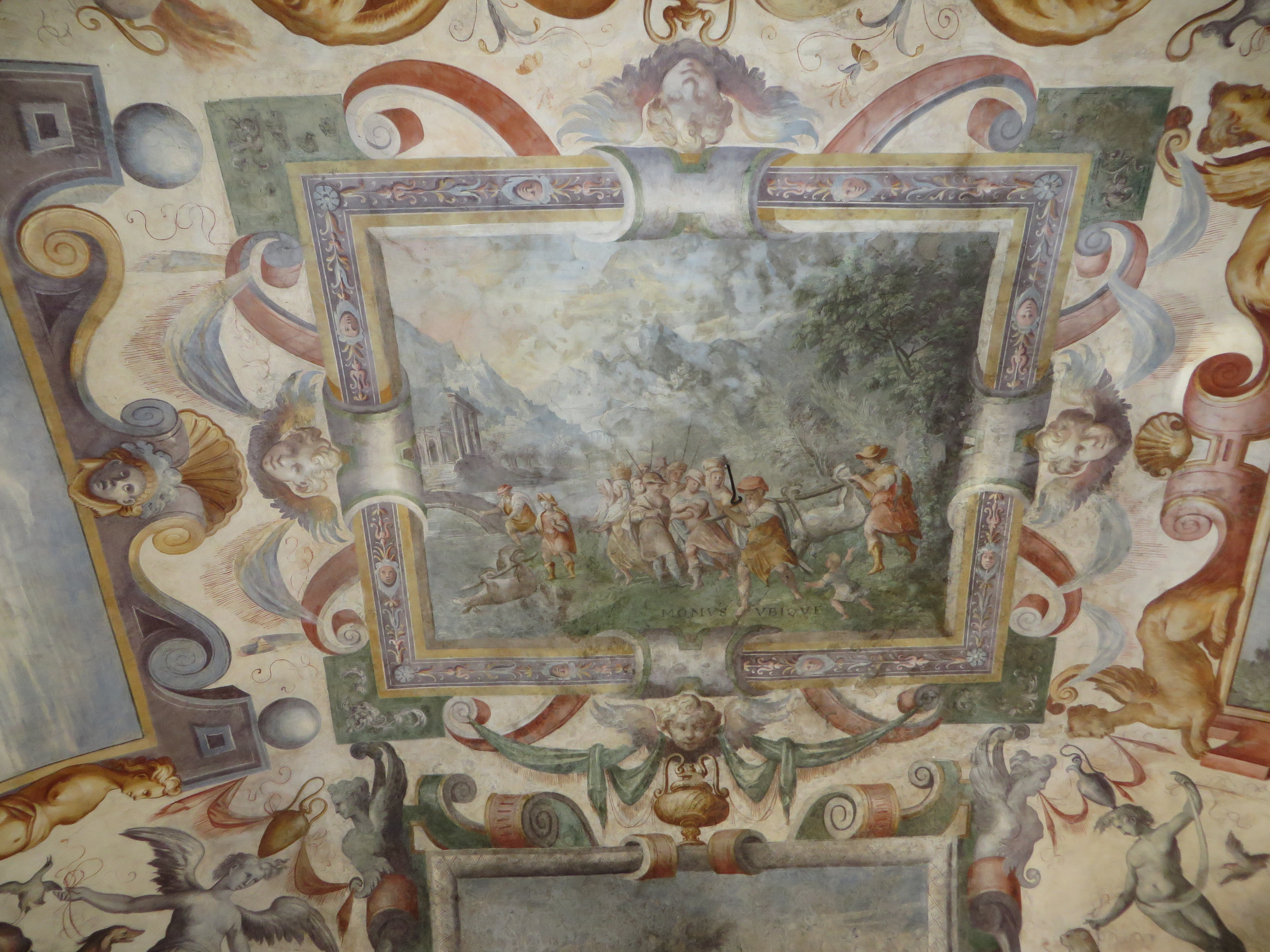
Detail der Fresken in der Sala di Momo

(dt.: Momo-Saal). Er liegt neben der Sala delle Favole. Die Fresken erzählen eine kleine Geschichte eines Vaters, der mit seinem Sohn und einem Esel auf den Markt geht, und sind ebenfalls auf die Zeit zwischen 1545 und 1549 datierbar. Der Saal diente ursprünglich als Wohnzimmer.

#### Sala dell’Asino d’Oro

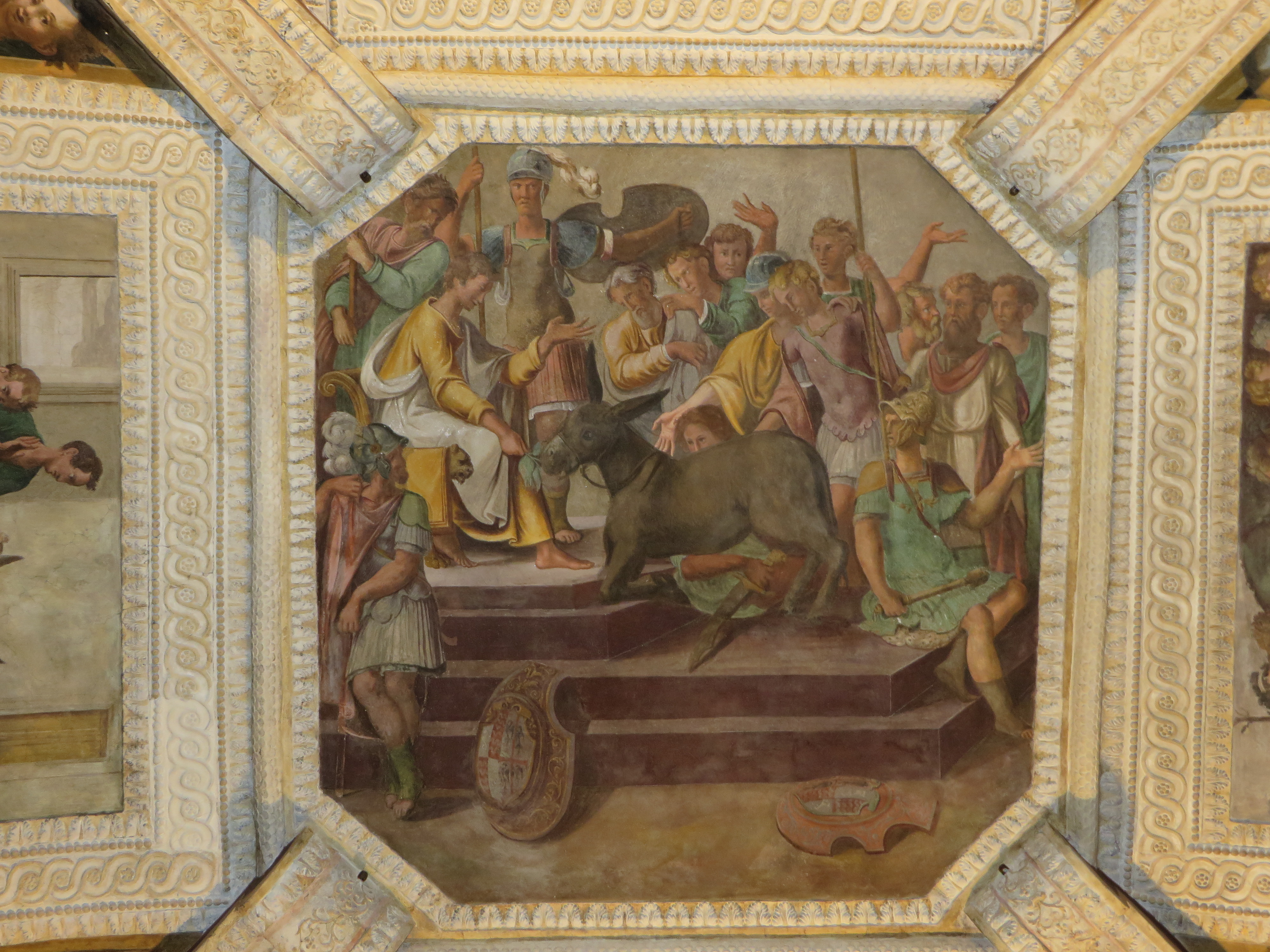
Detail der Fresken in der Sala dell’Asino d’Oro

(dt.: Saal des Goldesels). Er liegt vor dem Korridor, auf einer Seite zur Vorhalle hin und auf der anderen zur Loggia hin. Dort ist in 17 Gemälden der Goldesel in der berühmten Erzählung von Apuleius dargestellt, wobei jedoch die häufiger dargestellte Geschichte von „Amor und Psyche“ übergangen wird, da die Autoren sich auf die Geschichte des Lucio konzentrierten. Auf dem ersten Gemälde ist Panfile, die Gattin des Milon, dargestellt, in der Nähe dessen Hauses sich Lucio findet, der sich in einen Vogel verwandelt, auf dem zweiten Lucio, der sich aus Versehen in einen Esel verwandelt, der mit Diebesgut beladen ist (Gemälde 3), geschlagen wird (Gemälde 4) und von einigen Banditen in eine Höhle gebracht wird, wo er ein entführtes Mädchen findet (Gemälde 5). Das sechste und siebte Gemälde zeigen Fluchtversuche, zunächst allein und dann mit dem Mädchen. Schließlich befreit der Verlobte des Mädchens beide (8. Gemälde) und vertraut den Esel (der Lucio ist) einem Eseltreiber in der Nähe an, wo er erneut Schläge und Gewalt erleidet (9. und 10. Gemälde). Auf dem elften Gemälde befindet sich Lucio in Diensten der Göttin Sira, vor der er flieht (12. Gemälde); im dreizehnten Gemälde wird er überrascht, als er heimlich aus der Speisekammer der neuen Herren frisst, die, anstatt ihn zu bestrafen, ihn an den Tisch bitten und ihm einen Becher Wein anbieten (14. Gemälde). Nachdem er im fünfzehnten Gemälde in Diensten einer Matrone war, tritt er – mittlerweile berühmt – sogar im Amphitheater auf (Gemälde 16). Nachdem ihm im Traum die Göttin Isis erscheint, die ihn einlädt, einer Prozession zum Tempel zu folgen, findet er endlich das ersehnte Gegenmittel in den Rosen, sodass er, als er sie frisst, wieder in einen Menschen zurückverwandelt wird (17. Gemälde). Die Ausschmückung des Saales ist auf die Zeit zwischen 1525 und 1532 zu datieren und wird mit einer gewissen Wahrscheinlichkeit Vincenzo di Benedetto di Chele Tamagni zugeschrieben. Dies vermutete man Anfang der 1980er-Jahre und es wurde kürzlich durch neue Studien bestätigt, durch die mit einiger Sicherheit festgestellt werden konnte, dass die Dekoration der Sala dell’Asino d’Oro eine der letzten Arbeiten waren, die von dem Maler des Heiligen Geminianus vor seinem Tod ausgeführt wurden. Ursprünglich war dieser Raum das Geburtszimmer von Pier Maria III. de’ Rossi.

#### Sala dei Cesari

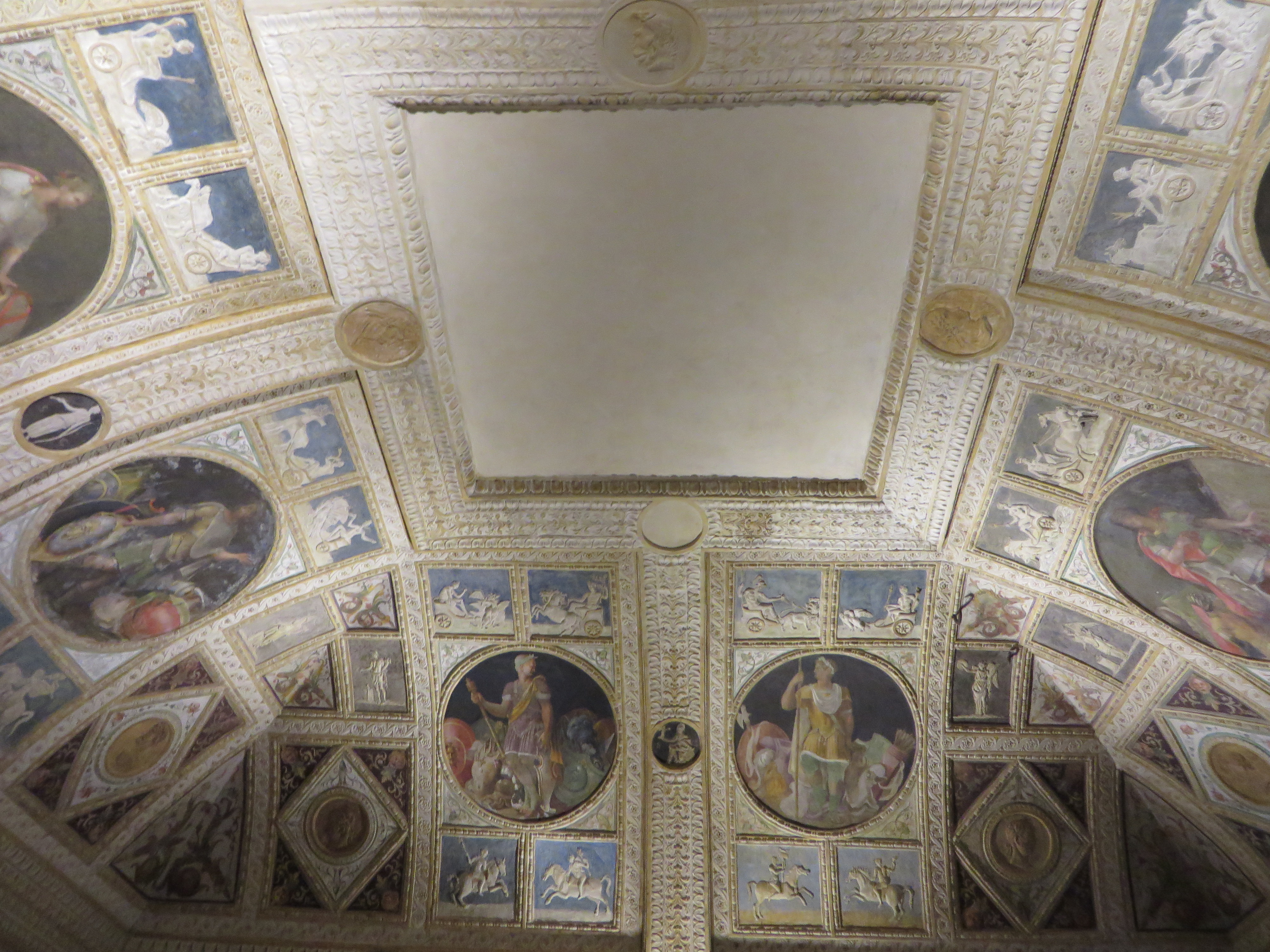
Das Gewölbe der Sala dei Cesari

(dt.: Saal der Caesaren). Dieser Saal liegt neben der Sala dell’Asino d’Oro und ist mit diesem direkt verbunden; auch er öffnet sich zur Loggia hin. Dort befinden sich die Bildnisse der acht Kaiser bereichert durch mit wertvollen Stuckaturen verzierte, kleinere Darstellungen von Matronen, Damen und Rittern. Der Raum, der Ausschmückungen auf die Zeit um 1530 zu datieren sind, diente Pier Maria III. de’ Rossi als Arbeitszimmer.

#### Sala della Giustizia

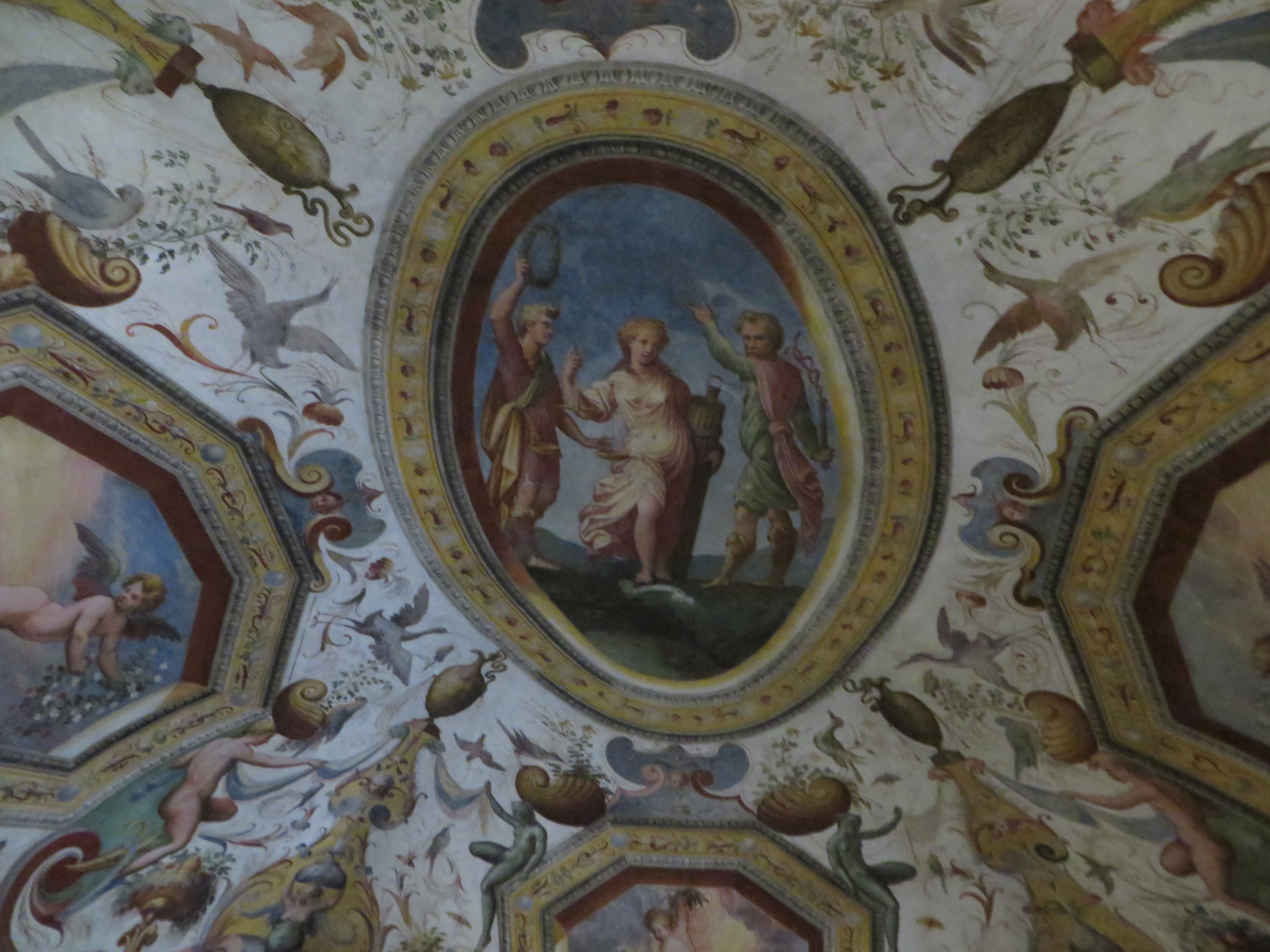
Detail der Fresken in der Sala della Giustizia

(dt.: Saal der Justitia). Dieser Saal ist direkt mit der Sala dei Cesari verbunden und öffnet sich auch zur Loggia hinaus. Auf den Fresken ist Justitia zu sehen, die in den Händen die üblichen Symbole hält: Die Waage in der rechten Hand und das Gesetzbuch in der linken. Neben dieser Figur sieht man auf der einen Seite den Preis mit Krone und auf der anderen die Strafe mit der Peitsche in der Hand. Der Lauf der Zeit wird durch die Dekoration der vier Jahreszeiten unterstrichen. Schließlich sind Putten in achteckigen Rahmen gemalt. Diese Dekoration stammt aus der Zeit um 1550. Der Raum diente ursprünglich als Wohnraum.

#### Sala del Lupo

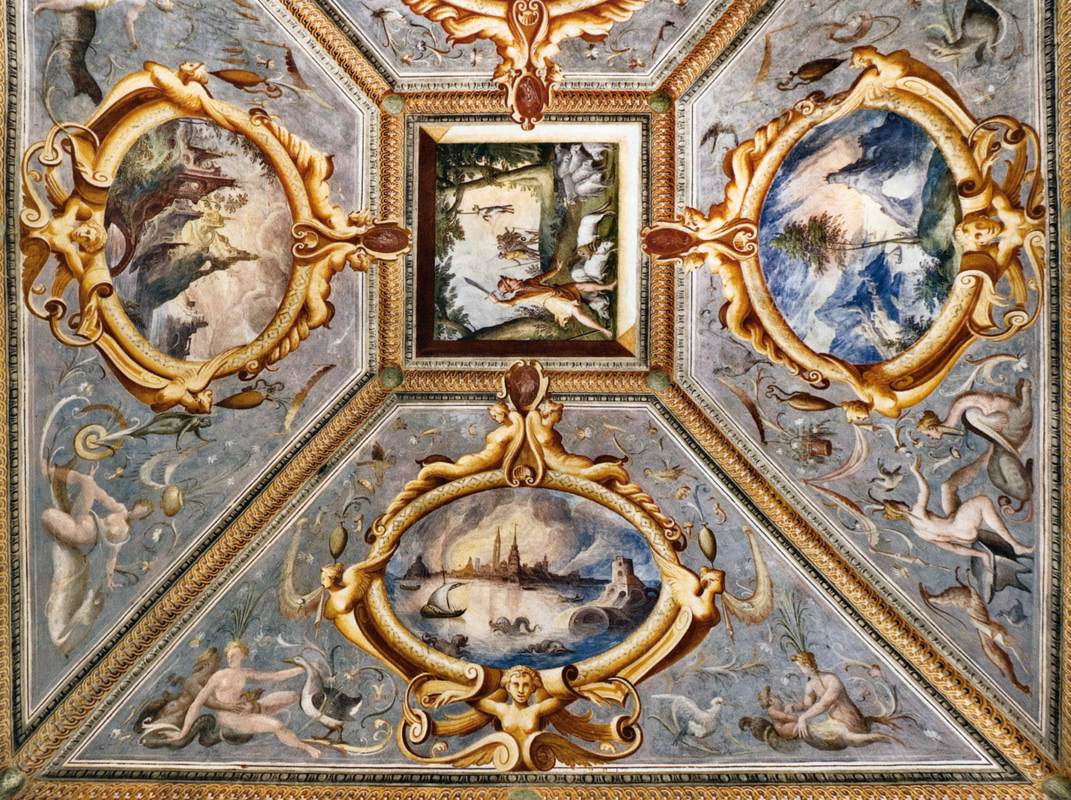
Detail der Fresken in der Sala del Lupo

(dt.: Saal des Wolfes). Die Sala del Lupo ist mit der Sala della Giustizia verbunden und zeigt ebenfalls zur Loggia hinaus. Auf den Fresken wird die Geschichte eines Wolfes dargestellt, der von einem Hirten erschossen wird, nachdem er sich als Schaf verkleidet hatte, um die Herde in Stücke zu reißen. Der Raum diente ursprünglich als kleiner Salon.

#### Sala della Cena

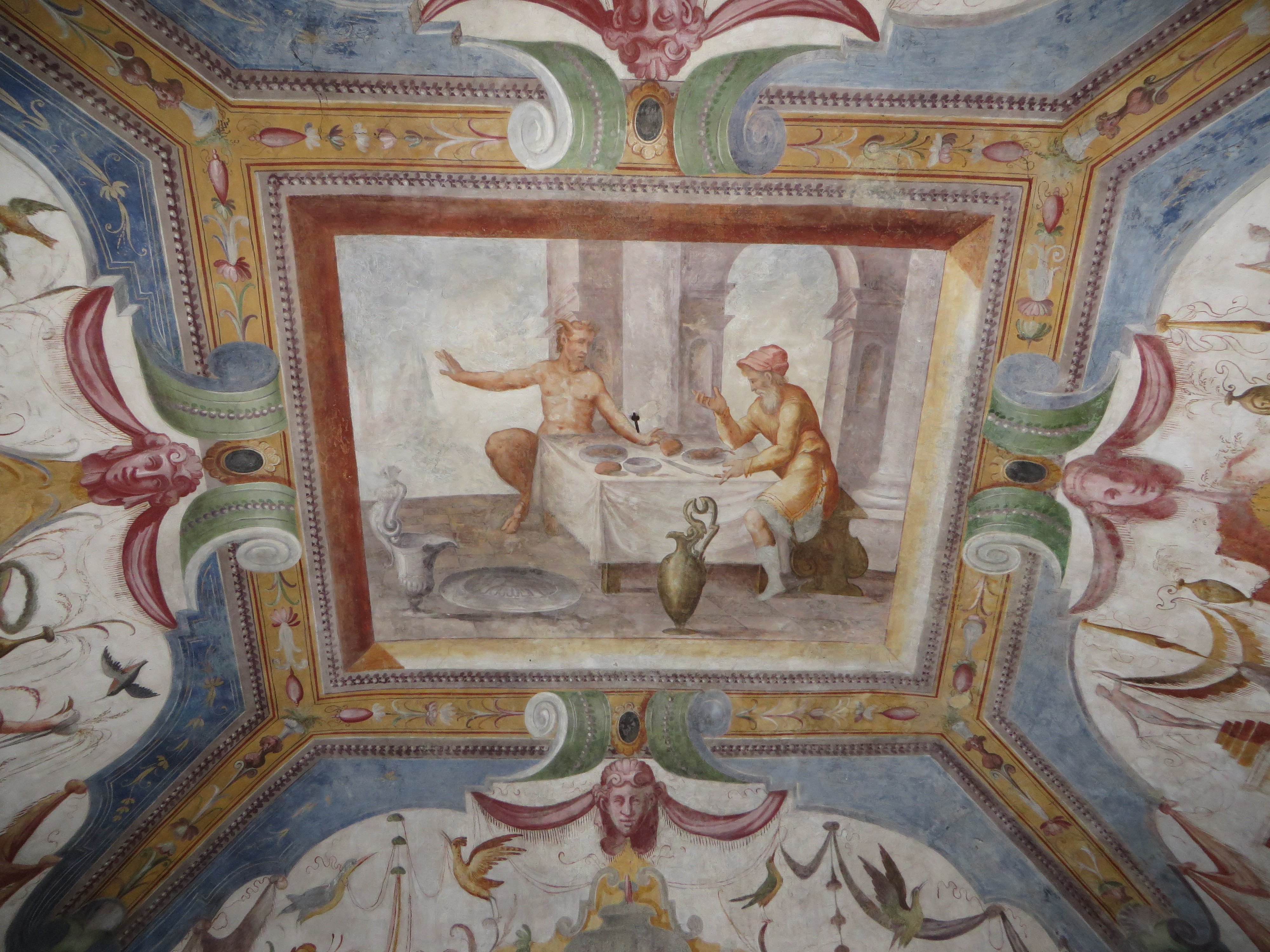
Detail der Fresken in der Sala della Cena

(dt.: Speisesaal). Es handelt sich um den letzten Saal, der sich zur Loggia hin öffnet. Dort ist ein Mann dargestellt, der beim Abendessen mit einem Satyr ihn verwirrt, indem er zuerst auf seine Hände bläst, um sie zu wärmen, und dann auf das Essen, um es abzukühlen. Die Fresken stammen in etwa aus dem Jahr 1550.

#### Sala degli Atleti
(dt. Saal der Athleten). Dorthin gelangt man durch die Sala dell’Asino d’Oro. In dem Raum sind zwei Athleten dargestellt, die das Gewölbe stützen, in dessen Mitte die kaiserliche Macht abgebildet ist. Die Ausschmückung dieses Saales ist auf etwa 1555 zu datieren.

#### Sala di Mercurio

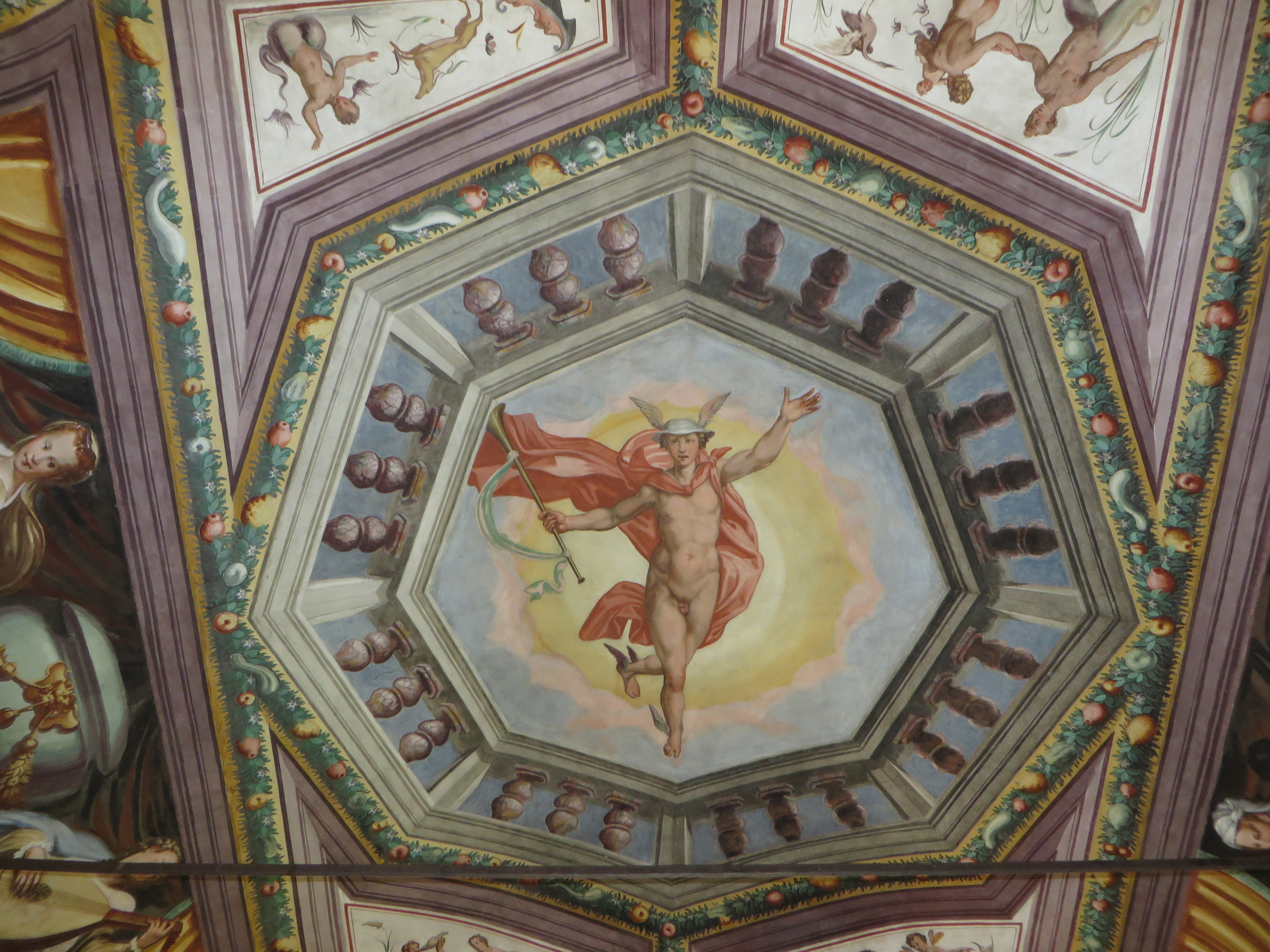
Detail der Fresken in der Sala di Mercurio

(dt.: Merkursaal). Dorthin gelangt man durch die Sala degli Atleti. Die Fresken zeigen den Gott Merkur mit geflügelten Füßen und Hermesstab in der Hand. Der Gott der Wissenschaft und Künste ist von acht Mägden umgeben: Der freien Kunst, der Medizin, der Geometrie, der Mathematik, der Astrologie, der Musik, der Malerei, der Schriftstellerei und der Beredsamkeit. Der Raum ist auf ungefähr 1555 zu datieren.

#### Sala di Circe e Didone

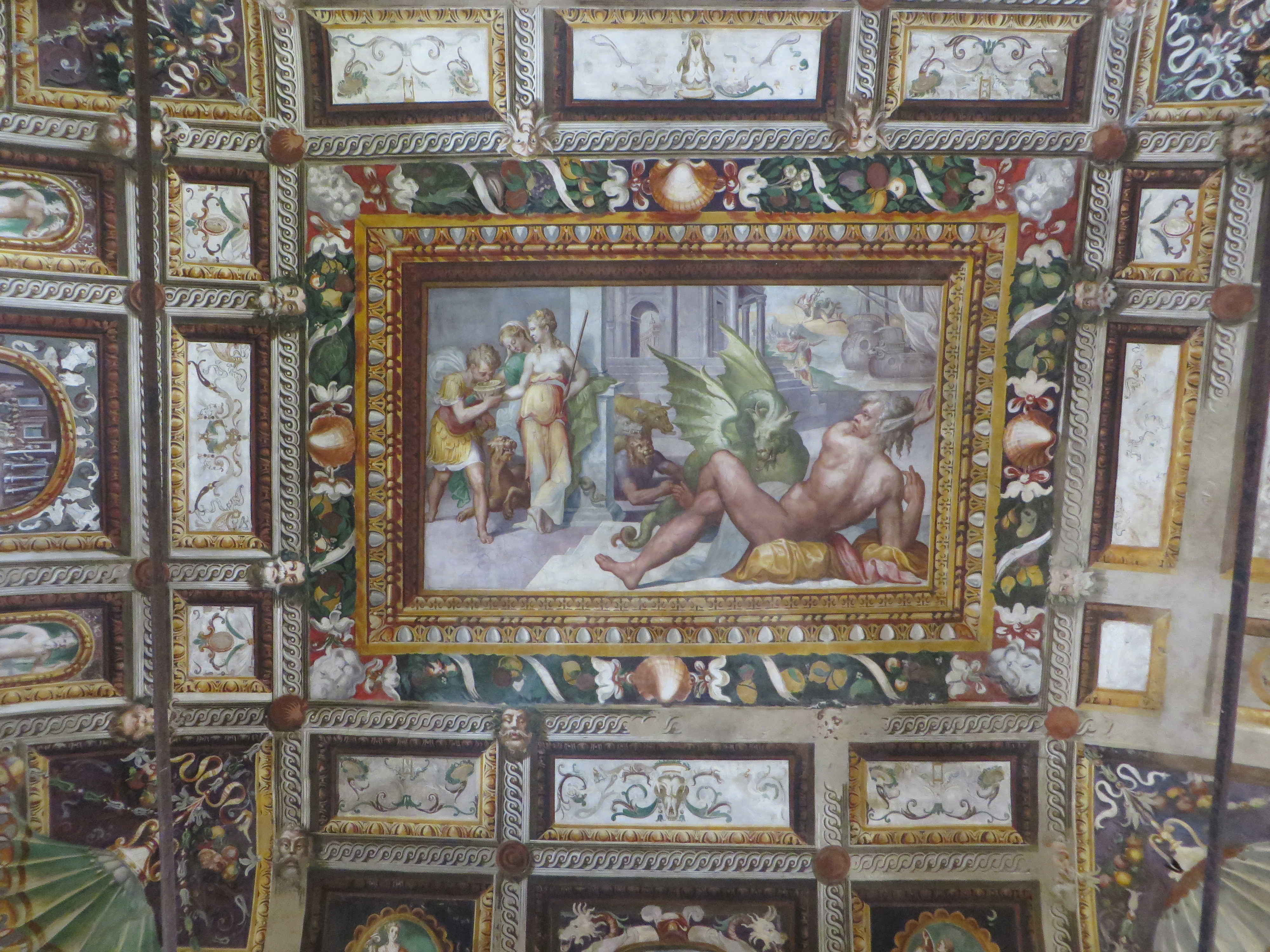
Das Gewölbe der Sala di Circe e Didone

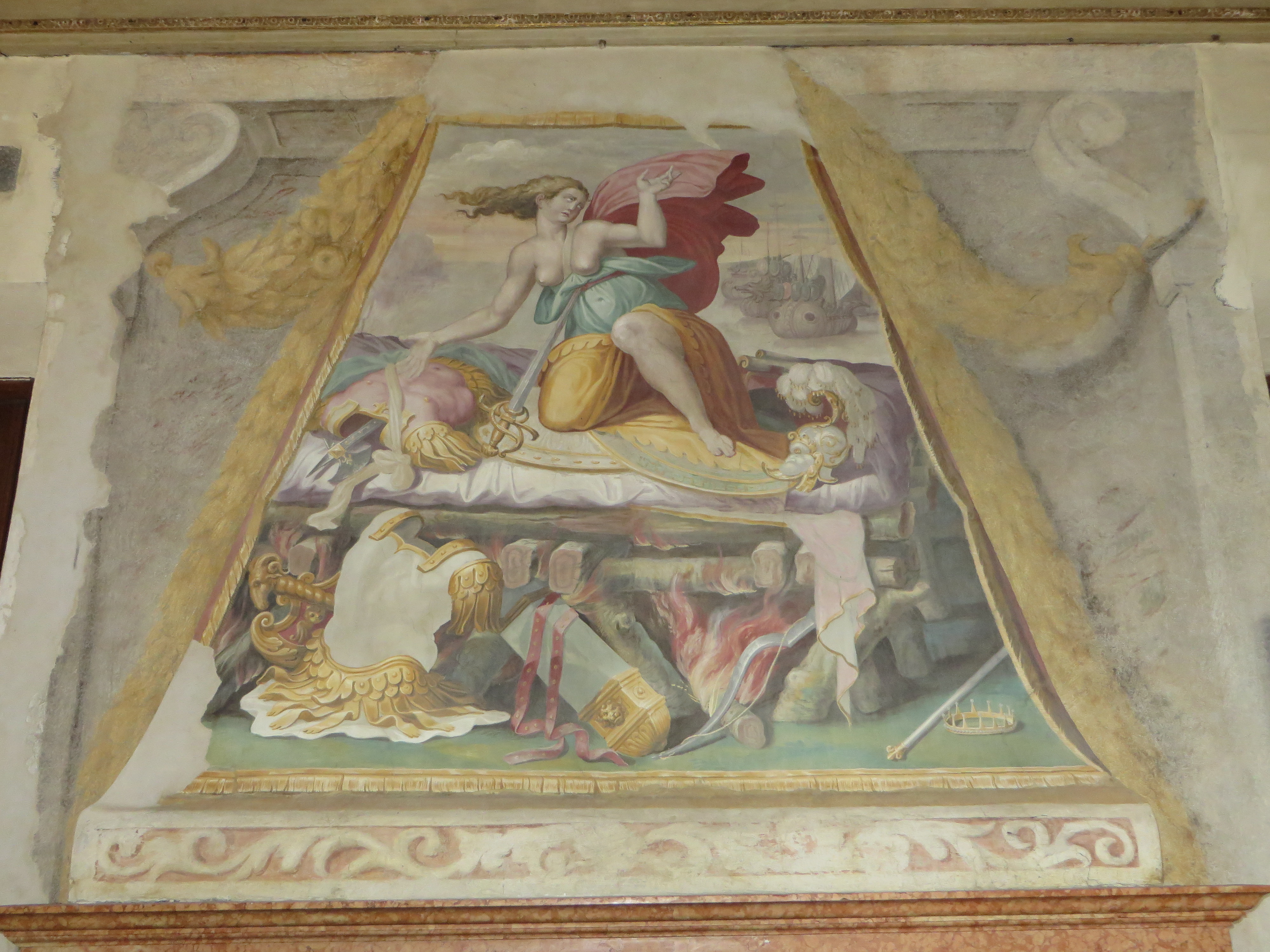
Die mit Fresken verzierte Kaminkappe der Sala di Circe e Didone

(dt.: Saal von Kirke und Dido). In diesen Raum gelangt man von Korridor aus, der zum ersten Obergeschoss führt, und er öffnet sich zum Ehrenhof hinaus. Dort sind der Mythos der Kirke und der Selbstmord der Dido dargestellt. Die beiden Mythen stehen für die Suche nach der Utopie und dem Unmöglichen: Der Wunsch nach Frieden und Gelassenheit, bedroht durch den unaufhaltsamen Aufstieg der Farneses. Die Fresken sind auf etwa 1550 zu datieren. Der Saal diente ursprünglich als Repräsentationsraum.

#### Sala di Latona

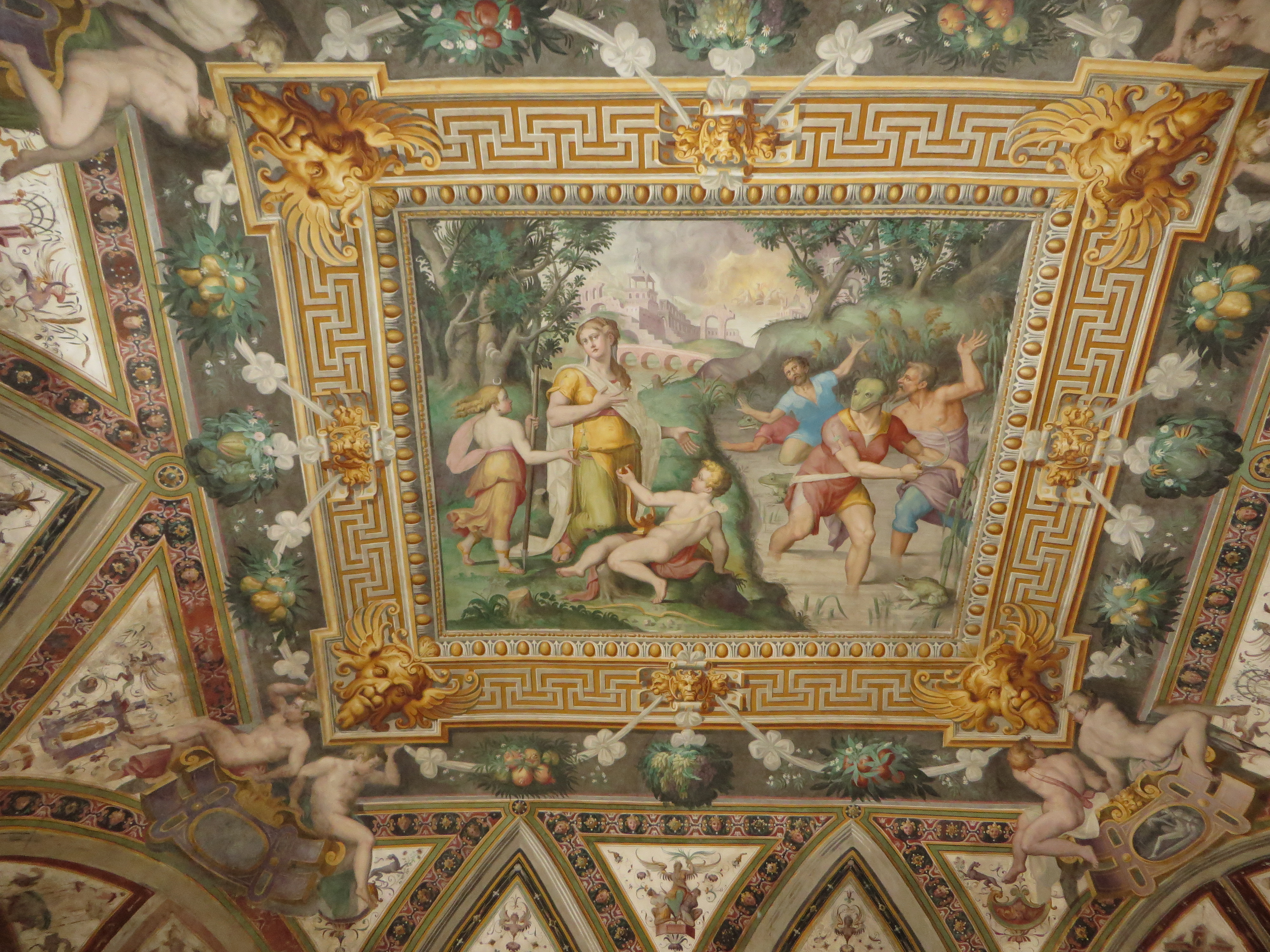
Detsil der Fresken in der Sala di Latona

(dt.: Saal der Latona). Dorthin gelangt man von Korridor aus, der zum ersten Obergeschoss führt, und der Raum öffnet sich zum Ehrenhof hinaus. Dort ist die Göttin gezeigt, die nach einer anstrengenden Flucht vor Juno mit den Kindern Apollo und Diana die Bauern, die ihr keine Ruhe ließen, in Frösche verwandelt. Dieser Saal wird wegen einiger Oberflächen aus reinem Gold auch Camera d’Oro (dt.: goldenes Zimmer) genannt. Er ist auf die Zeit zwischen 1565 und 1570 zu datieren und diente ursprünglich als Repräsentationsraum.

#### Sala di Adone

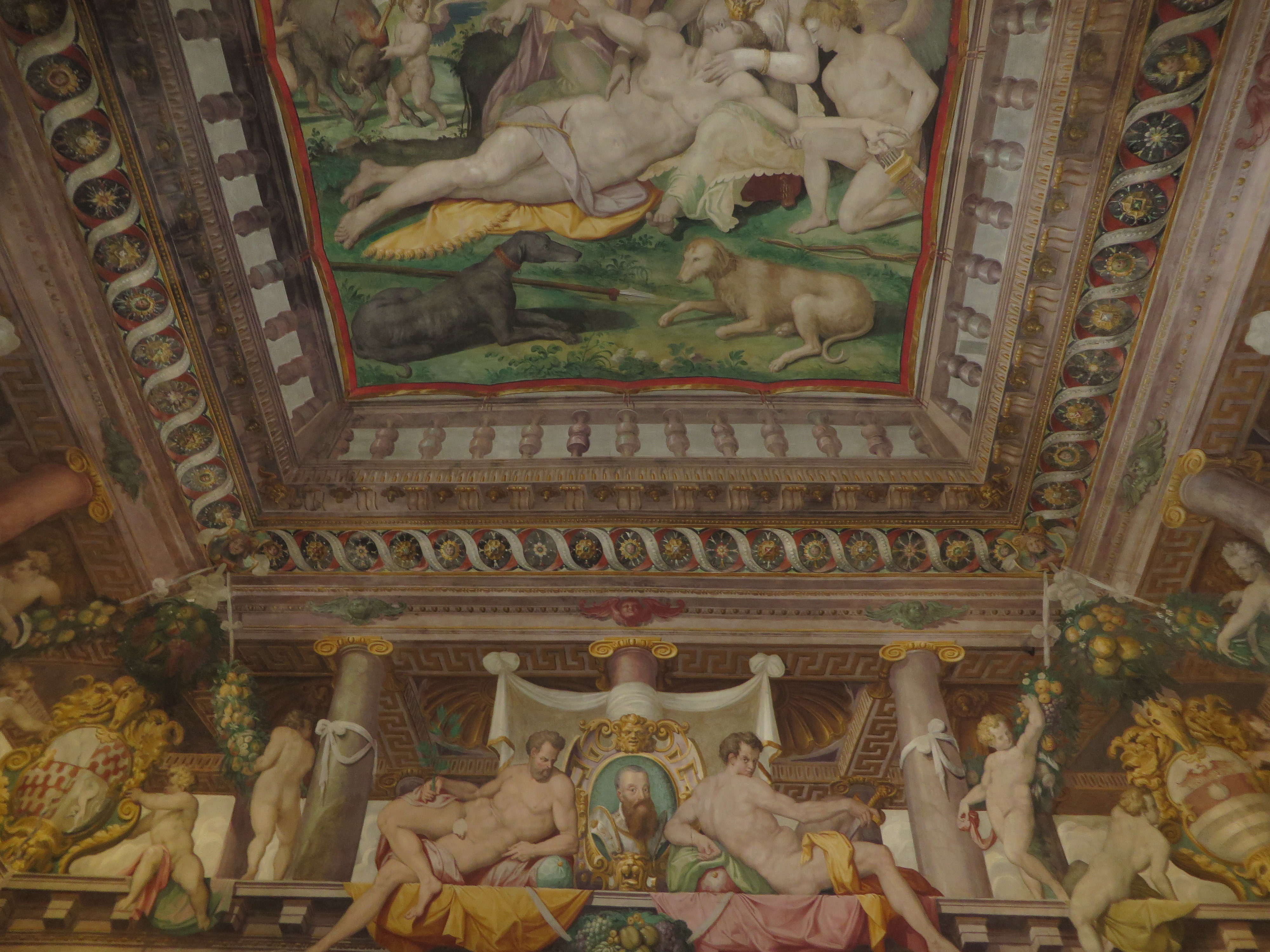
Das Gewölbe der Sala di Adone

(dt.: Saal des Adonis). Dorthin gelangt man von Korridor aus, der zum ersten Obergeschoss führt, und der Raum öffnet sich ebenso zum Ehrenhof hinaus. Dort wird der Tod des Adonis gezeigt, der es wagte, den Zorn von Jupiter herauszufordern, indem er Venus liebte. Auf den Medaillons werden die bekannten Vorfahren der Familie gezeigt: Der Bischof und Literat Giovan Girolamo de' Rossi über dem offenen Kamin, mit dem Lorbeerkranz und in Tücher des „Gouverneurs von Rom“ gekleidet, ein Amt, das ihm Papst Julius III. 1551 übertragen hatte. Dann ist Federico II. Gonzaga an der Reihe, der Vetter von Camilla, der Mutter von Troilo II. de’ Rossi, alliiert und solidarisch mit Pier Maria III. de’ Rossi in den schwierigen Jahren der Feindseligkeit des Papsttums. Weiters ist der Kardinal Raffaele Riario, der Vetter von Bianca, der Großmutter von Troilo II., abgebildet, dessen Gunst für die kirchliche Karriere von Giovan Girolamo de' Rossi von grundlegender Bedeutung war. Schließlich ist die Reihe an Giovanni dalle Bande Nere, vielleicht der wertvollste Verwandte, dem die Rossis von San Secondo das Überleben ihrer Lehen verdanken und der im Jahre 1526 mit nur 28 Jahren in Folge seiner Verletzungen verstarb, die er sich in der Schlacht von Governolo zugezogen hatte. Auch dieser Raum ist auf die Zeit zwischen 1565 und 1570 datierbar und war ursprünglich ein weiterer Repräsentationsraum der Burg.

#### Sala dei Giganti

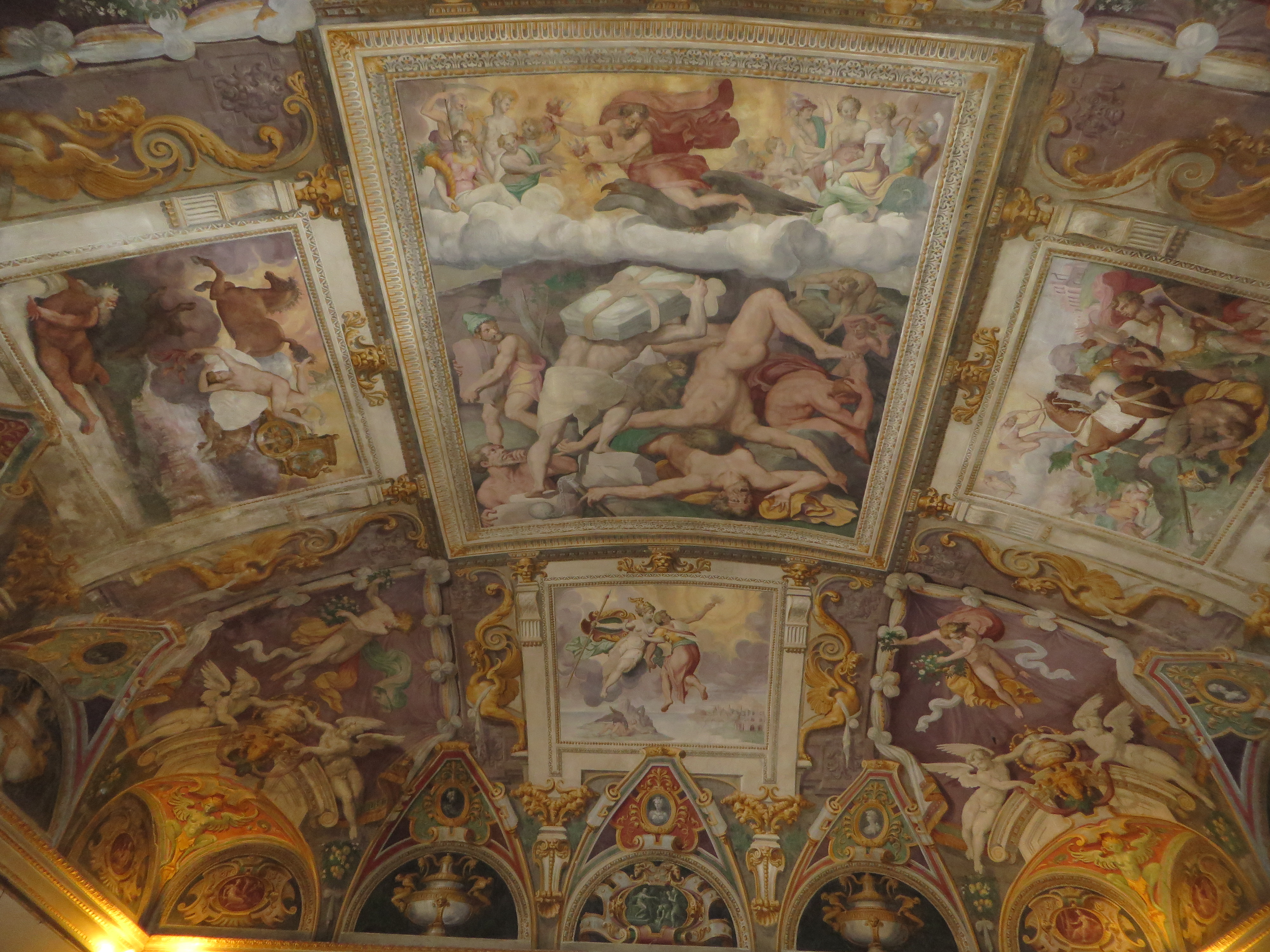
Das Gewölbe der Sala dei Giganti

(dt.: Saal der Giganten). Der Saal zeigt zum Innenhof hin. Dort ist der Fall der Giganten gezeigt, die, nachdem sie Jupiter herausgefordert hatten vom Olymp geworfen wurden. Hervorzuheben ist die Darstellung eines Affen, der zeigt, wie eitel und lächerlich es ist, den Stärksten herauszufordern. In diesem Saal werden der Reihe nach die Strafen von Prometheus, der an eine Klippe gebunden ist, von Phaeton, der von Jupiter mit einem Blitz getötet und am Eridianus niedergeschlagen wird, weil er den Streitwagen seines Vaters fahren wollte, von Ikarus, der es gewagt hatte, in die Nähe der Sonne zu fliegen und ins Meer geworfen wird, und schließlich von den Söhnen von Niobe, die von Apollo und Diana ermordet werden. Dieser Raum hat den Zweck, eine klare Erklärung der Gründe zu liefern, aus denen die Rossis sich damit abgefunden hatten, sich der Macht der Farneses zu unterwerfen. Auch dieser Saal wird auf die Zeit zwischen 1565 und 1570 datiert und diente ursprünglich als Repräsentationsraum.

### Sala delle Gesta Rossiane

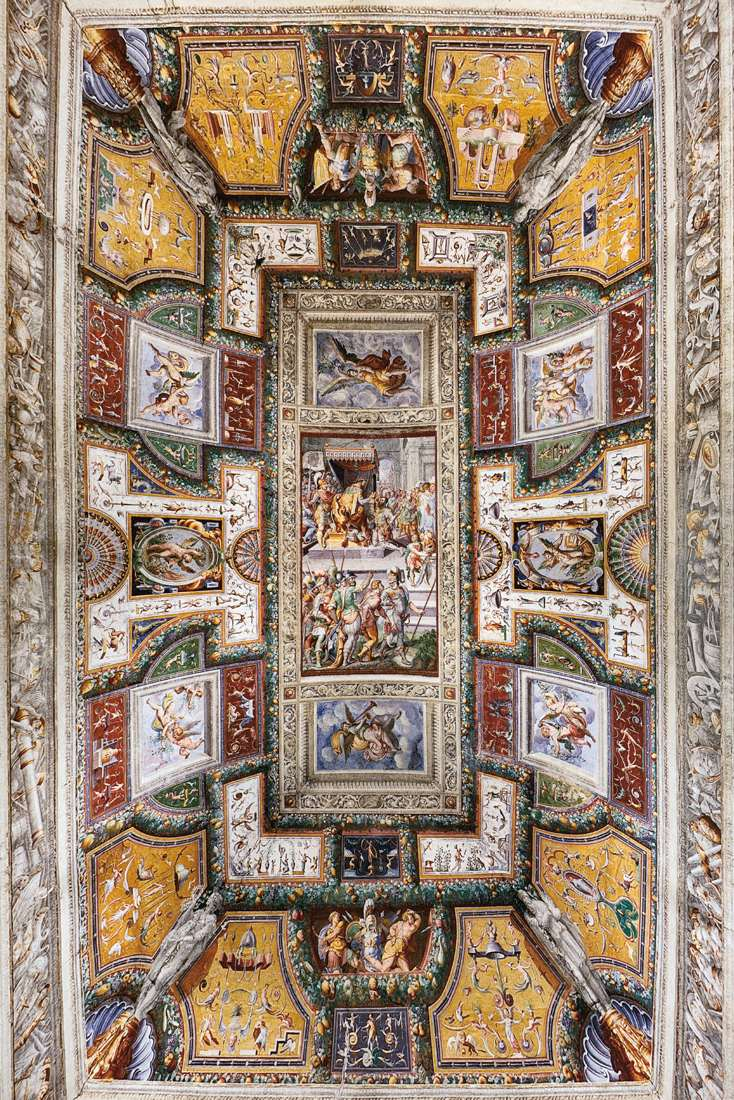
Die Fresken am Gewölbe der Sala delle Gesta Rossiane

(dt.: Saal der Urkunden der Rossis). Dies ist ein großer Repräsentationssaal, 20 Meter lang und etwa 12 Meter breit, der im Auftrag von Troilo II. de’ Rossi und 1570 geschaffen wurde, um den Epos der Dynastie der Rossis zu erzählen, und ohne Zweifel der wertvollste Raum der gesamten Burg; die Fresken an Wänden und Decke bedecken eine Fläche von etwa 1200 m². Insgesamt sind 13 Unternehmungen der Familie Rossi vertreten, die einen zeitlichen Bogen über etwa drei Jahrhunderte schlagen:
- Orlando de’ Rossi, der Borgo San Donnino (heute Fidenza) zu Hilfe eilt und es aus der Belagerung durch die Truppen Mailands und Piacenzas befreit. Die Episode, die entscheidend für die Kampagne war, trug sich am 19. Juni 1199 zu, und Orlando besiegte seine Gegner am linken Ufer des Taro. Die Schlacht wurde „San Lorenzo“ genannt und gipfelte in der anstrengenden Verteidigung des Carroccio parmense, genannt „Crevacuore“. Das Fresko zeigt den Schwung und die Begeisterung, mit denen sich beide Seiten an diesem Tage gegenüberstanden.
- Orlando und sein Bruder Bertrando, die, in Allianz mit Guido Lupo und Gherardo da Correggio, wie ihre Verbannten aus Parma, gegen die Kaiserlichen kämpften und sie in der Schlacht von Borghetto am Taro am 16. Juni 1247 besiegten. Die kaiserlichen Truppen, die vom Bürgermeister von Parma in die Schlacht geführt wurden, der Sage nach noch voll von einem üppigen Hochzeitsbankett, wurden besiegt und ihr Kommandant schließlich umgebracht, wodurch Parma von Friedrich II. befreit wurde. Das Gemälde zeigt die Sieger, wie sie sich unter den Mauern von Parma zeigen, freudig von den Bewohnern begrüßt.
- Die Brüder Giacomo und Ugolino de’ Rossi, die am 18. Februar 1248 einen Ausfall aus dem belagerten Parma machten und das Lager von Vittoria erfolgreich angriffen, das Friedrich II. hatte aufbauen lassen, um die Stadt zu belagern. Zur Beute, die sich aus dem kühnen Unternehmen ergab, sind besonders das Zepter und die Kaiserkrone Friedrichs II. zu erwähnen. Die Stadt Vittoria lag zwei Kilometer von Parma entfernt und war nach den Plänen Friedrichs II. die Stadt, die den Platz des rebellischen Parma hätte einnehmen sollen, sobald diese erobert worden wäre. Am Ende aber sollten die Kaiserlichen in die Flucht geschlagen werden. Bernardo, der Vater von Giacomo und Ugolino, wurde im folgenden Jahr in einem Scharmützel umgebracht, das am 20. März 1249 bei Collecchio stattfand.
- Der Triumph von Ugolino de’ Rossi, der wieder nach Florenz kam, nachdem er die Truppen von Arezzo in der Schlacht von Campaldino besiegt und 42 Burgen erobert hatte (1289). Ugolino zog „mit einem Pallium aus Goldtuch über dem Kopf“ in die Stadt ein. Von diesem Fresko existiert eine originale Zeichnung im Windsor Castle in England.[7] An der Schlacht von Campaldino nahm auf der Gegenseite auch Dante Alighieri teil.

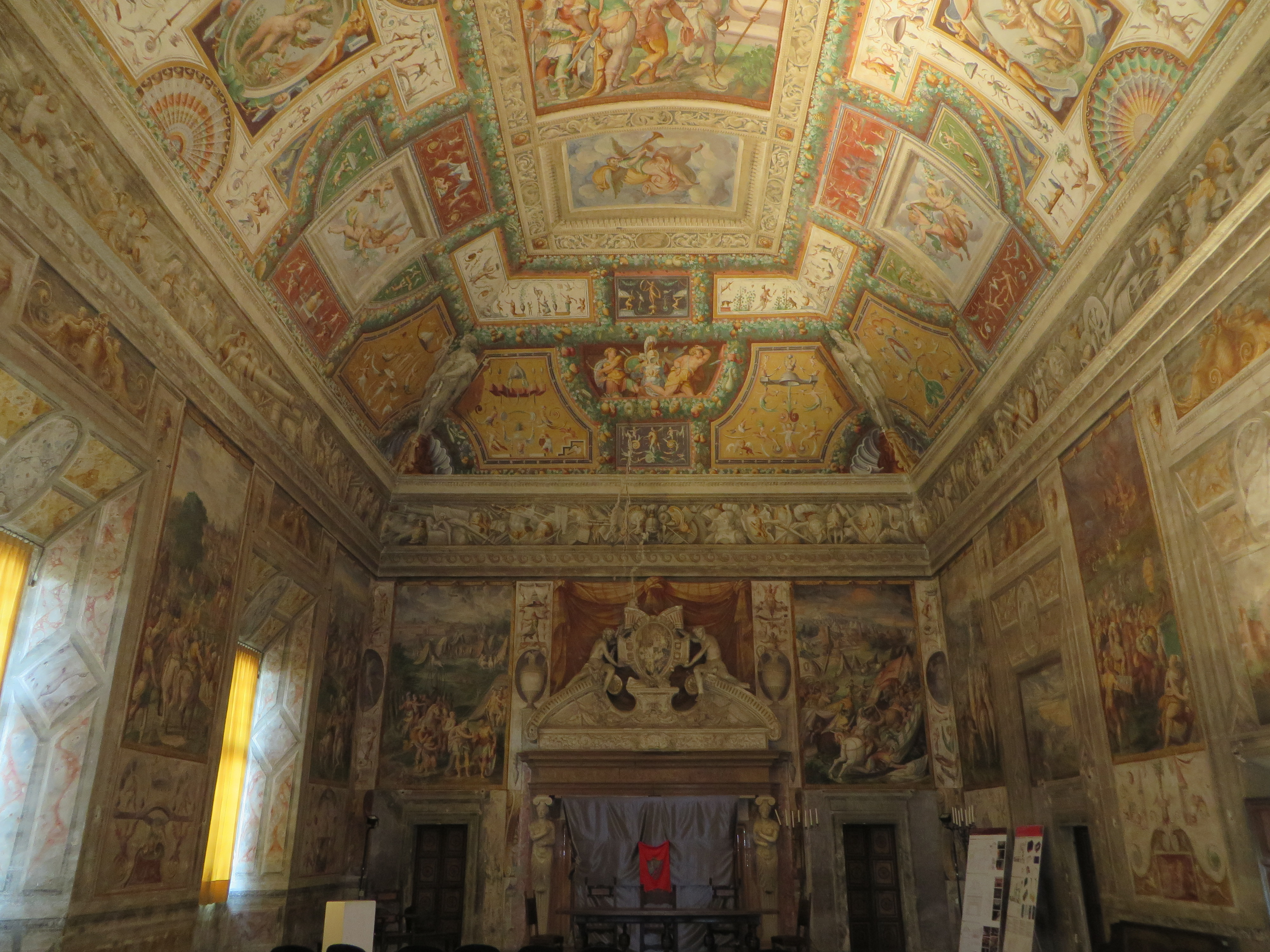
Panoramabild der Sala delle Gesta Rossiane

- Rolando de’ Rossi, der vom Legaten von Papst Johannes XXII. in der Lombardei zum General erwählt wurde und mit einer Armee von 3000 Pferden und 10.000 Infanteristen Borgo San Donnino belagerte, das von Azzo Visconti verteidigt wurde, der auch versuchte, Parma einzunehmen.
- Pietro, Rolando und Marsilio de’ Rossi, die 1332 vom Kaiser Ludwig IV. in Anwesenheit der Fürsten der Liga in die Lehen im Gebiet von Parma investiert wurden. Das Fresko ist im unteren Teil teilweise durch ein später angebrachten Portal aus Walnussholz verdeckt, das aus dem Oratorio della Beata Vergine del Serraglio stammt.
- Marsilio de’ Rossi, der die Stadt Lucca für 35.000 Fiorini kauft, und Vikar wird, nachdem König Johann von Böhmen sie dem Despoten Americo Castracani abgenommen hatte.
- Pietro de’ Rossi, Bruder von Marsilio und Orlando, der 1336 in den Senat von Venedig einzog, von Dogen Francesco Dandolo begrüßt wurde und zum General der venezianischen Liga gegen Mastino I. della Scala ernannt wurde. Pietro führte die venezianischen Truppen, die nicht an Schlachten zu Lande gewöhnt waren, zu zahlreichen Siegen: Nachdem er die Mauern der Salinen, aus denen der „Casus Belli“ bestand, niedergerissen hatte, überquerte er den Fluss Brenta, nahm Padua ein und belagerte Monselice. Nachdem er in der Schlacht von einer Lanze getroffen worden war, starb er zwei Tage später am 8. August 1337. Als Zeichen der Ehre und des Respektes für den Wert des Condottiere wurden seine Waffen im Markusdom in Venedig ausgestellt.
- Marsilio und sein Bruder Pietro de’ Rossi, die an der Spitze der florentiner Truppen am 5. September 1336 die Truppen von Mastino I. de la Scala in Cerulio besiegten und danach Lucca befreiten, ziehen triumphierend in Florenz ein, nachdem sie den Statthalter und andere Kommandanten der Gegenseite gefangen genommen hatten und zahlreiche feindliche Banner und Insignien erbeutet hatten.

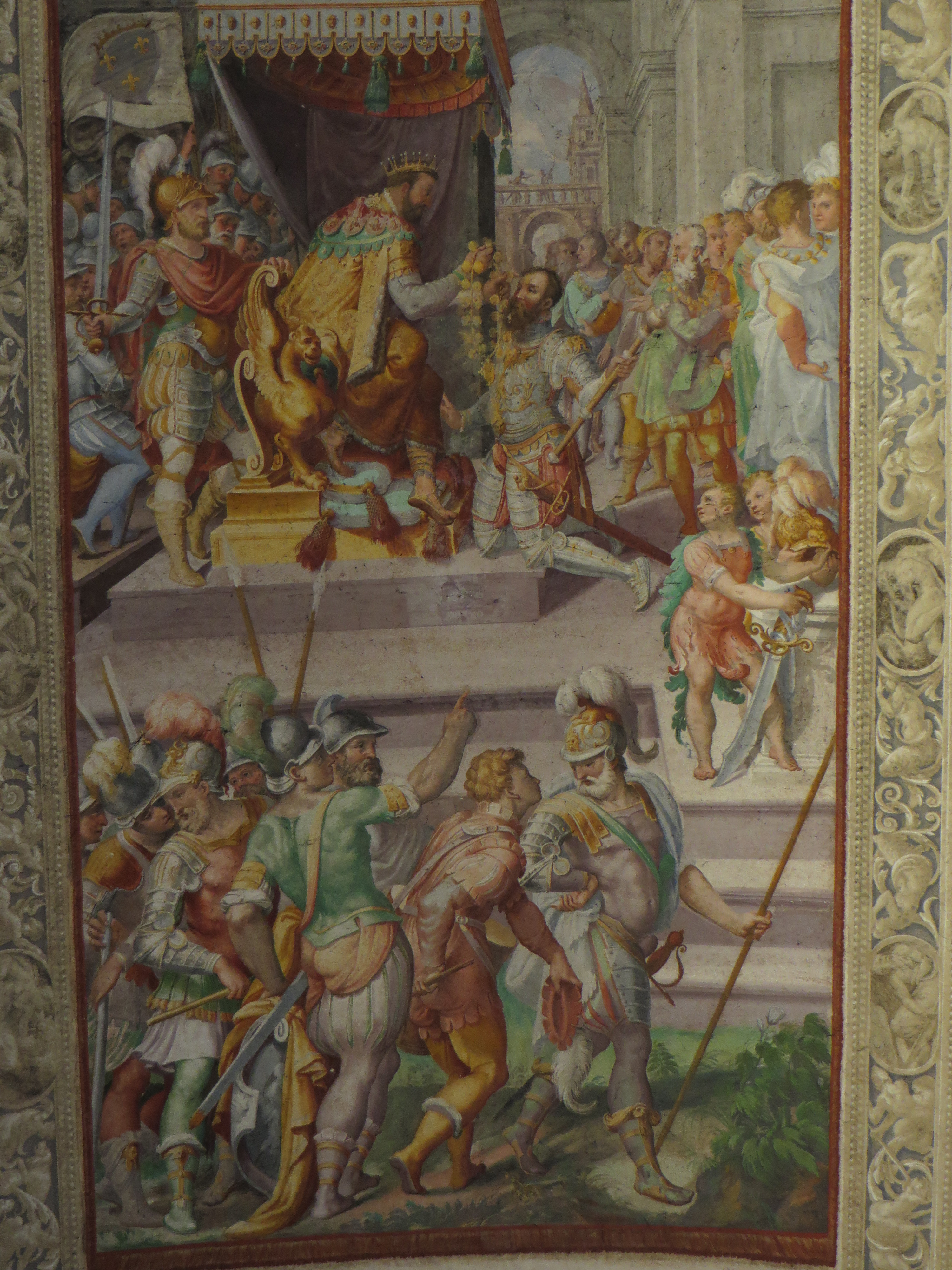
Detail des Freskos, auf dem die Investitur von Pier Maria II. de’ Rossi an der Spitze der Truppen des Königs von Frankreich dargestellt ist, im Sala delle Gesta Rossiane.

- Pier Maria II. de’ Rossi, der 1470 wieder nach Parma kam und „Vater des Vaterlandes“ genannt wurde, nachdem er zahlreiche Burgen unter die Herrschaft der Stadt gestellt hatte.
- Guido de’ Rossi, der Sohn von Pier Maria II., der mit Blick auf die Route der Venezianer in der Schlacht bei Calliano mit wenigen Rittern in die Bresche sprang und die Truppen von Siegmund in die Flucht bis zur Etsch schlug.
- Filippo Maria de’ Rossi, der Sohn von Guido, der als Berater des Kaisers Maximilian I. 1503 die Kriegstaktik bei der Belagerung von Padua diskutierte und seinen Herrn überzeugte, von der Belagerung abzulassen, um die Stadt zu erobern.
- Pier Maria III de’ Rossi, der Vater von Troilo II., der 1542 von König Franz I. von Frankreich vor den Baronen des Königreiches zum Kavalier des Ordre de Saint-Michel ernannt wird.[13]

Das letzte Fresko ist in der Mitte des Gewölbes angebracht, wogegen sich die anderen an den Wänden befinden.
Die Dekorationen komplettieren eine Abbildung des Ruhmes und der Ehre, sowie einige Gesimse, die das Gewölbe stützen und auf denen die Waffen abgebildet sind, die damals benutzt wurden. Die Malereien und die Rahmen, die das Gewölbe umgeben, sind durch Blumen- und Obstelemente gekennzeichnet, wogegen in einigen Medaillons Putten abgebildet sind und in den Mitten der Wände an den Schmalseiten Krieger mit ihren Waffen und Trophäen.
An der Ostwand ist in monumentaler, offener Kamin aus rotem Marmor aus Verona eingebaut, gestützt von zwei Karyatiden, schön dekoriert und auf 1570 datiert. Im Architrav des offenen Kamins ist der Name „Troilus Rebeus Comes II“ eingemeißelt. Über dem offenen Kamin bildet eine Stuckstruktur die Basis für zwei Figuren, die den springenden Löwen des Familienwappens stützen. An der Westwand sticht aus den Fresken der Markuslöwe heraus, um das venezianische Patriziat anzuzeigen, von dem die Rossis seit den Tagen von Pier Maria I. investiert wurden.

### Ehrenhof

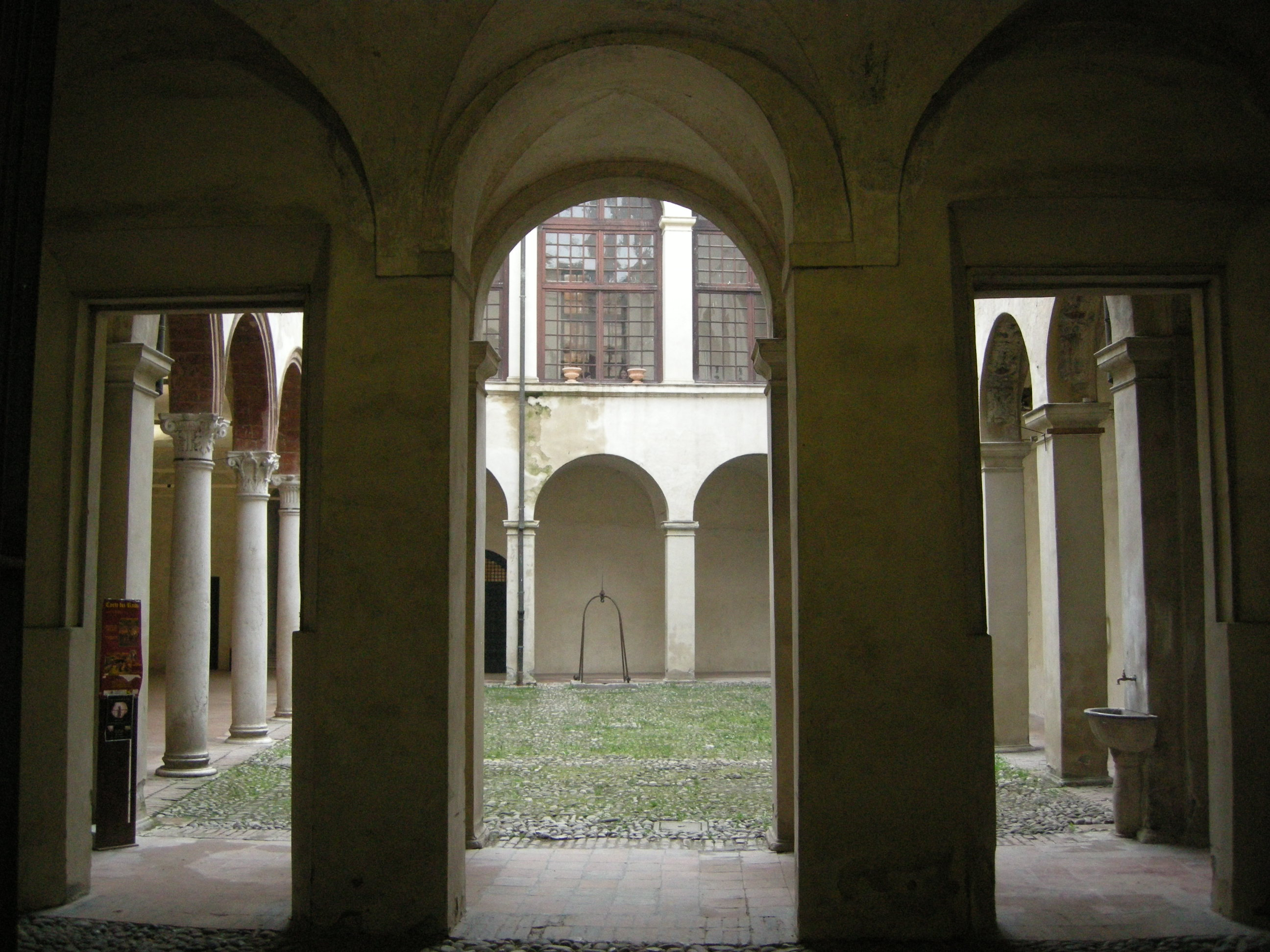
Der Ehrenhof

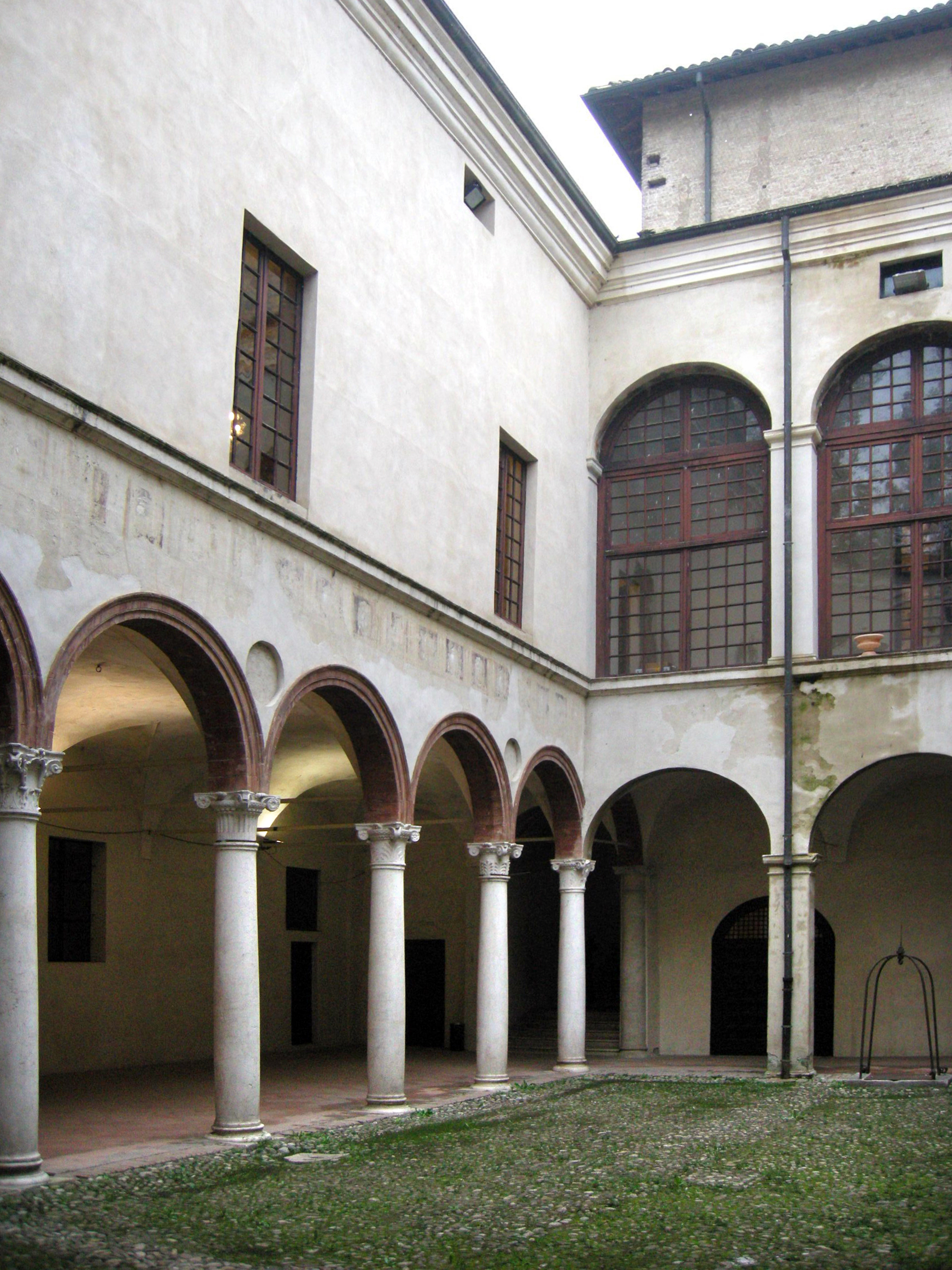
Der Ehrenhof

Das gesamte Gebäude umrahmt den mit Kieselsteinen belegten Ehrenhof, in den man aus dem Park durch eine säulenbestandenes Verbindungsatrium gelangt.
Die westliche Vorhalle, die sich zum Ehrenhof hin öffnet, hat eine Kreuzgewölbedecke und ist durch sechs Säulen mit Terrakottasockeln gekennzeichnet, während die Säulen der anderen Vorhallen aus Terrakotta bestehen und Kapitelle aus Marmor besitzen. Einige der Kapitelle haben die springenden Löwen, das Familienwappen der Rossis, eingemeißelt.
Fresken, die heute nicht mehr existieren, schmückten einst die Wände und Gewölbe der Bögen.

### Ehrentreppe

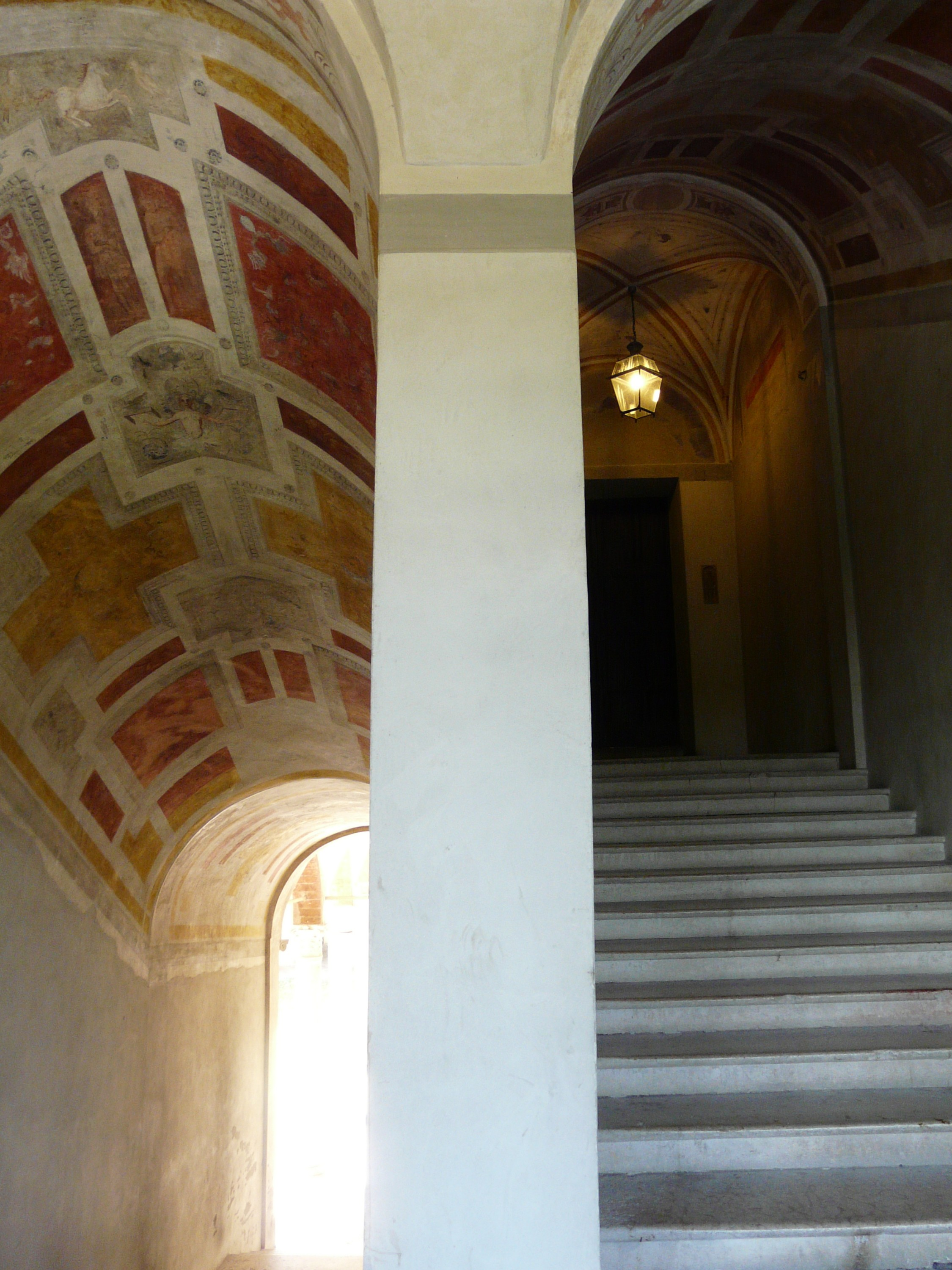
Die Ehrentreppe

Hinten im Ehrenhof, nachdem man die Vorhalle im Renaissancestil durchquert hat, gelangt man zur monumentalen Ehrentreppe, die sich aus niederen Stufen aus rotem Marmor aus Verona zusammensetzt. Sie besteht aus vier Treppenabsätzen mit zwei Treppenläufen und hat eine Tonnengewölbedecke.
Mit ihren roten und gelben Fresken, vermutlich geschaffen von Michelangelo Anselmi, wird sie durch zwei große Fenster am Ende des ersten Treppenlaufs belichtet; sie führt den Besucher zu den Dekorationen und Fresken der Repräsentationsräume im ersten Obergeschoss.
Oben an der Treppe liegen auf beiden Seiten zwei kleine Formellen aus dem 15. Jahrhundert, die die Heiligen Sebastian und Rochus zeigen. Vom letzten Treppenabsatz aus hat man seitlich direkten Zugang zur Sala delle Gesta Rossiane, während man geradeaus ins Atrium gelangt.

### Atrium
Dies ist ein ziemlich schmaler Raum, der am Ende des Ehrensalons aus dem 16. Jahrhundert liegt. Die Decke ist mit Grotesken bemalt, aus denen ein Weinbauer, Armbrustschützen, Jäger, Vögel und ein kleines Putto mit Adler zwischen grünen Trieben hervorstechen.
Aus dem Atrium gelangt man direkt in die Sala di Bellerofonte, geradeaus, rechts der Galleria di Esopo und links einer Loggia.

### Loggia im Ehrenhof
Die Loggia verläuft entlang dreier Seiten des Ehrenhofes und verbindet die Repräsentationsräume mit den Wohnräumen der Herrschaft. An einigen Stellen sieht man auch noch die alten Dekorationen, unter denen ein noch gut erhaltener Putto hervorsticht, der von Obst- und Blumenranken umgeben ist. Früher war diese Loggia, die heute mit großen Fenstern verschlossen ist, genauso offen wie die darunter liegende Vorhalle.

### Stucksaal im Eckturm
Neben der Terrasse zum Platz hinaus, aus der man in die Repräsentationsräume Sala dei Giganti, Sala di Adone und Sala di Latona gelangt, und durch einen schmalen Gang, der mit Grotesken aus dem 17. Jahrhundert dekoriert ist, verbunden mit der Loggia zum Ehrenhof liegt die große Sala degli Stucchi (dt.: Stucksaal), dessen Gewölbe vollständig weiß getüncht ist und von großen, barocken Gipsrahmen gekrönt wird.
Der Turm, der nach den Abrissen im 19. Jahrhundert zum Eckturm wurde, erhält sein Licht von Fenstern, die in der Renaissance aus Schießscharten entstanden sind, und man gelangt von ihm aus direkt zur Terrasse und zu den Flurräumen.

### Loggia

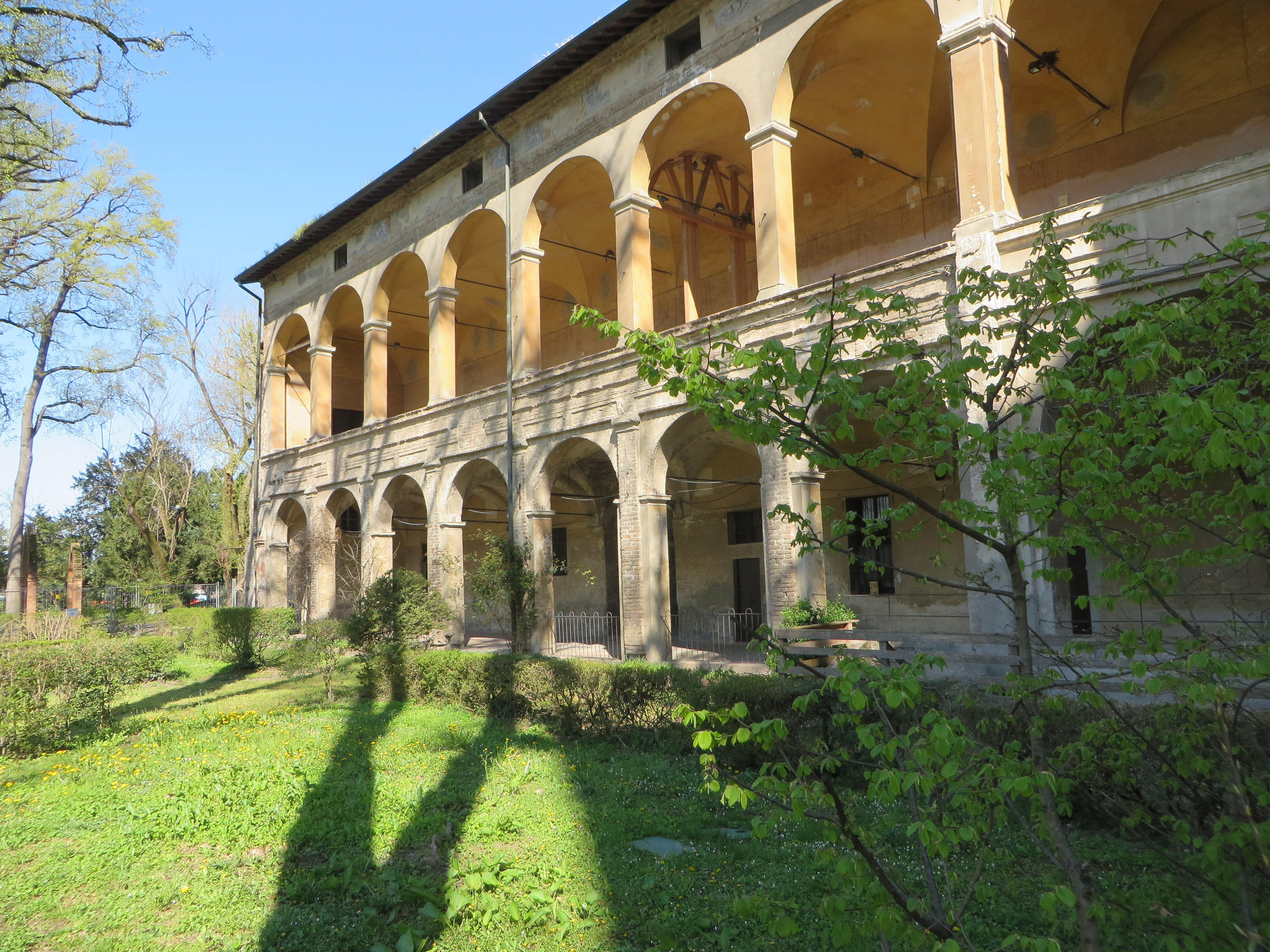
Nördliche Loggia

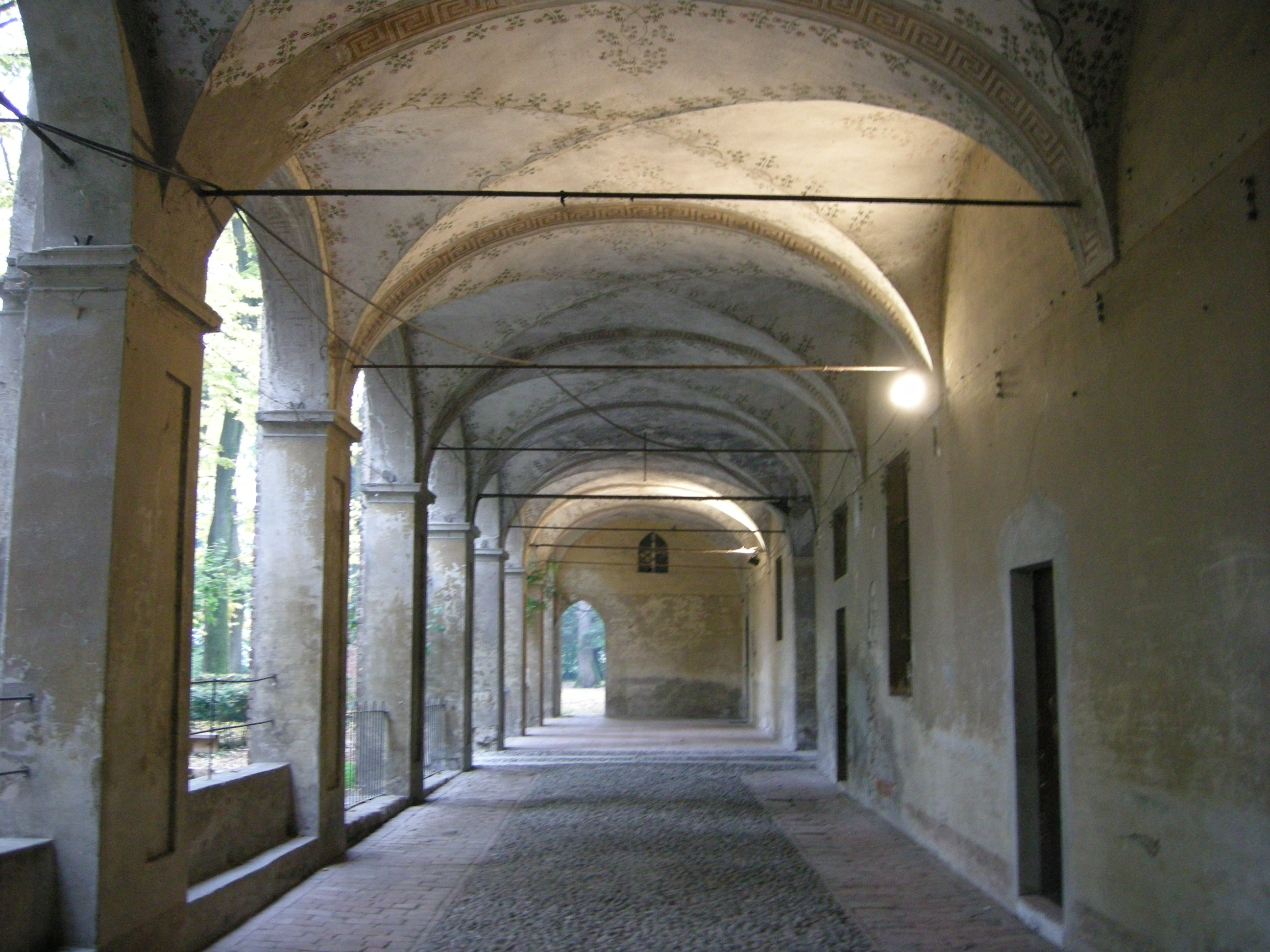
Nördliche Vorhalle

Die nördliche Loggia besteht aus acht großen Bögen und zeigt sich mit Ausnahme der heute mit Putz überdeckten Dekorationen so, wie sie im 16. Jahrhundert war. Ursprünglich zeigte sie zum großen Innenhof, den sie zusammen mit der östlichen Loggia, die heute nicht mehr existiert, und den Diensträumen auf den anderen beiden Seiten abschloss.
Zu ihr hin öffnen sich die Sala della Cena, die Sala del Lupo, die Sala della Giustizia und die Sala dell’Asino d’Oro. Die darunter liegende Vorhalle hat eine Öffnung, die zum Eishof führt.

### Stallungen aus dem 19. Jahrhundert, Kanonenstände und Räume im Erdgeschoss
Es gibt ebenfalls im ersten Obergeschoss einige Diensträume, sogenannte Stuckräume, wogegen sich im Erdgeschoss noch einige Räume befinden, wie z. B. die Fleischerei, die Wurstküche, der landwirtschaftliche Betrieb, die Küche, die Getreidespeicher und darüber hinaus zahlreiche „Gewölbe“zimmer mit Blick auf die bis heute erhaltene Loggia, die direkt zum Park zeigen und zu Wohnräumen für den Kastellan umgewandelt wurden.
Ebenfalls im Erdgeschoss kann man die restaurierten Stallungen aus dem 19. Jahrhundert besuchen, die früher als Keller genutzt wurden, und den Bereich, in dem die Kanonenstände lagen und in den man im Rahmen einer Führung gelangt, die an den Stallungen beginnt. Heute dienen die Stallungen als Saal für Versammlungen, Veranstaltungen und Debatten.

### Bergfried

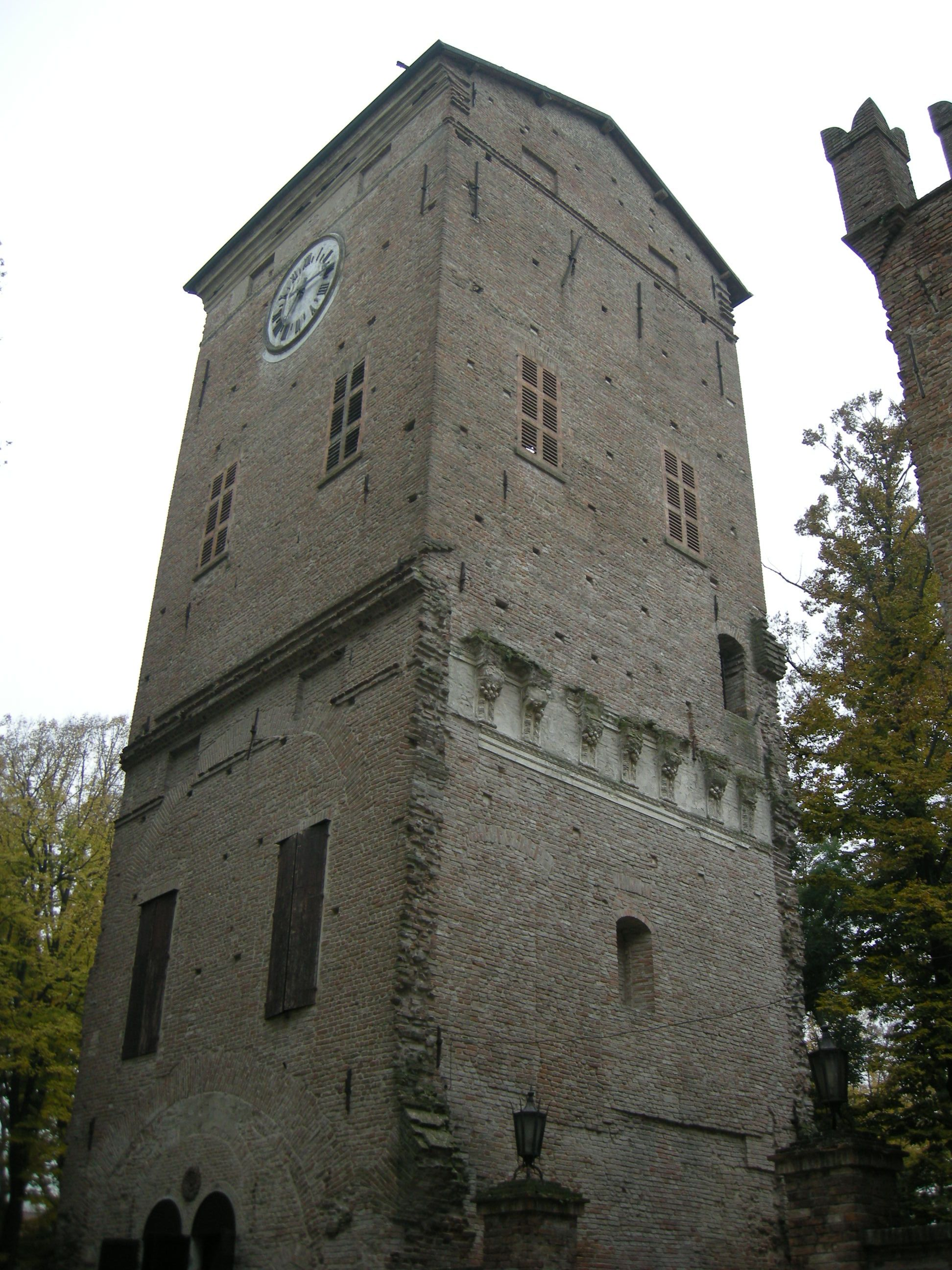
Der Bergfried

Heute erhebt sich der alte Bergfried, der einst in ein Gebäude mit Sälen integriert war, das ihn umgab, aber im 19. Jahrhundert abgerissen wurde, einzeln, verbunden mit den anderen Gebäuden nur durch ein einfaches Eingangstor.
Der mit einer Uhr versehene Turm hat große Fenster und eine doppelte Eingangstür im Erdgeschoss. Daran angeschlossen sind auf der Südseite kleine Diensträume. Von seinem Keller, der heute vermauert ist, führten einst die Geheimgänge von der Burg nach draußen. Zu besichtigen ist nur das Erdgeschoss des Turms, wo einst die Bibliothek untergebracht war; heute befindet sich dort ein Informationsstand.

### Alter Eingang

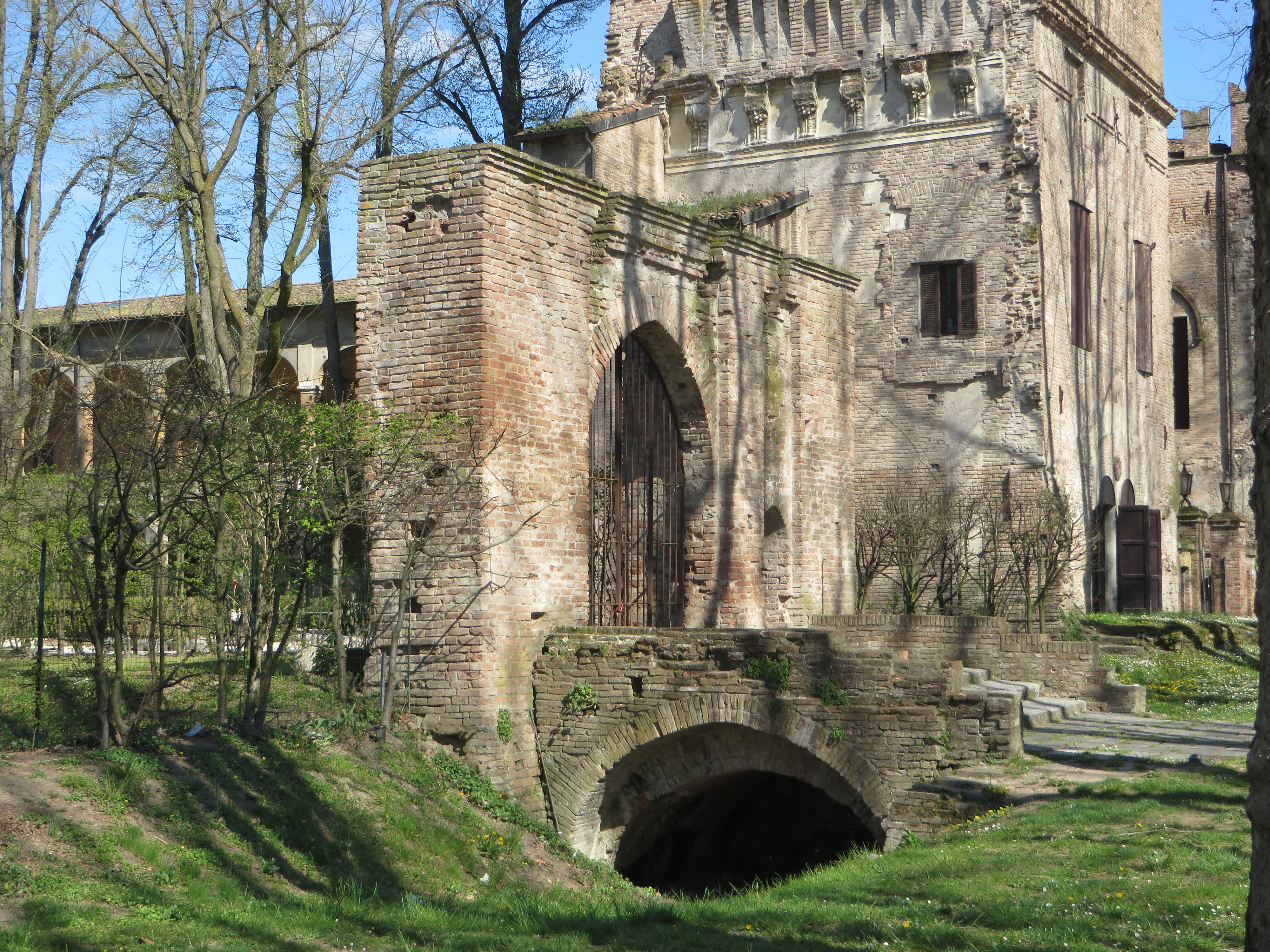
Der alte Eingang mit Zugbrücke

Von dem alten Eingang zur Burg, der südlich des Bergfrieds lag, ist heute nur noch ein Bogen mit der ersten der drei Arkaden erhalten, die ursprünglich zur Brücke führten, die den Burggraben überspannte. Das Durchgangslicht unter dem bis heute erhaltenen Bogen wurde während der Umbauarbeiten des Vorplatzes ausgegraben.

### Park der Burg

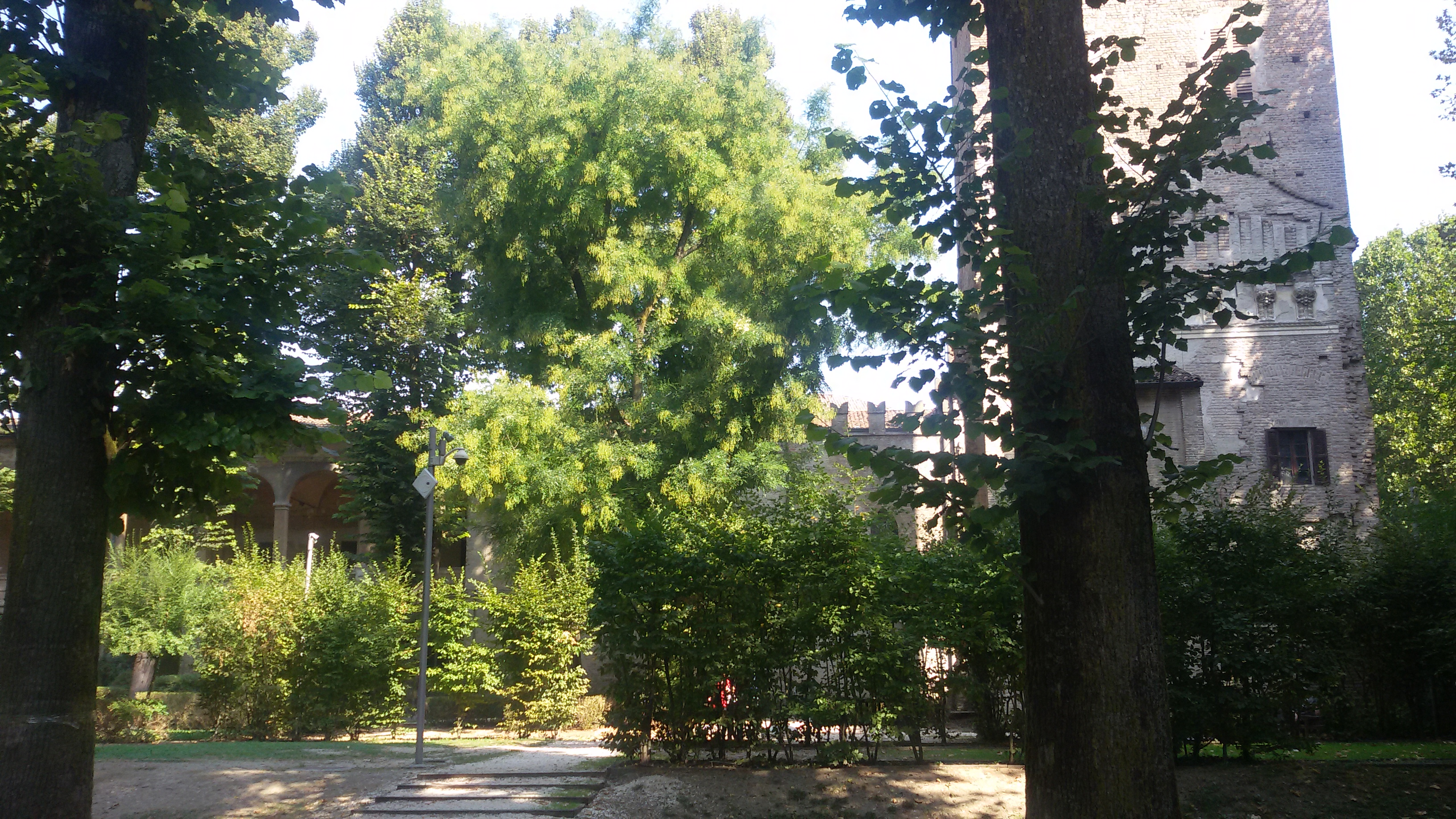
Der Park

Der Park erstreckt sich über das Gelände, auf dem früher die Nebengebäude der Burg standen, bis zur Grenze, die zum größten Teil auch heute noch die Reste der originalen Mauern bilden.
Er wurde Mitte der 1880er-Jahre als Ersatz für die abgerissenen Gebäude geschaffen; mit seiner zweistöckigen Anlage spiegelt er die beiden Höfe wider, die es in der Burg aus dem 16. Jahrhundert gab: den oberen und den unteren Hof. Zwischen den Buchshecken und den zahlreichen Baumarten, stechen die Eichen und die hundertjährigen Linden heraus.

### Besuchertour
Die Burg ist öffentlich zu besichtigen und stellt einen Teil des Circuito dei Castelli der Associazione dei Castelli del Ducato di Parma, Piacenza e Pontremoli dar.
Besuchen kann man heute neben dem Park und der nördlichen Vorhalle, den Ehrenhof, die Ehrentreppe, die Sala di Bellerofonte, die Galleria di Esopo, die Sala delle Favole, die Sala di Momo, die Sala dell’Asino d’Oro, die Sala dei Cesari, die Sala dei Atleti, die Sala di Circe e Didone, die Sala di Mercurio, die Sala di Latona, die Sala di Adone, die Sala dei Giganti, die Sala delle Gesta Rossiane, die Sala degli Stucchi und die Stallungen aus dem 19. Jahrhundert, durch die der archäologische Rundgang durch das Mittelalter führt. Heute sind nur noch folgende Räume nicht zugänglich: Die Sala del Lupo, die Sala della Cena und die Sala della Giustizia.

## Veranstaltungen und Kultur

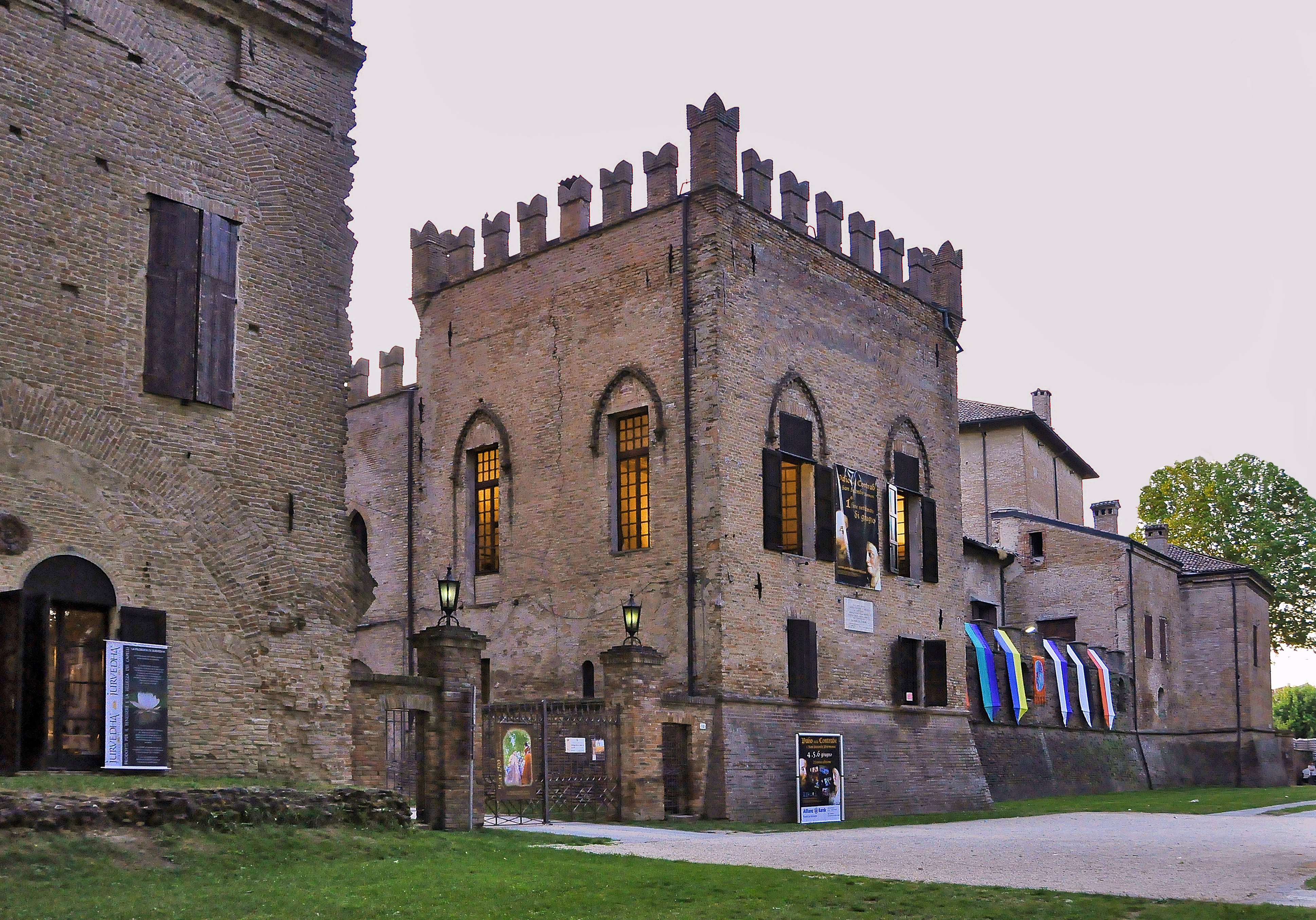
Die anlässlich des Palio delle Contrade geschmückte Burg

Die Rocca dei Rossi ist nicht nur Besuchern im Rahmen geführter Touren von März bis Oktober zugänglich, sondern bietet auch die natürliche Bühne für das „Palio delle Contrade“ und dient immer schon verschiedenen Veranstaltungen. Unter den verschiedenen kulturellen Veranstaltungen sticht die historische Nachstellung Arte e Suggestioni in Rocca heraus. Es handelt sich dabei um eine besondere Führung, die monatlich bei Nacht stattfindet und bei der die Führer Gestalten aus der Zeit der Rossis in Kostümen sind, wie z. B. Pietro Aretino, Giovanni dalle Bande Nere, Pier Maria III. de’ Rossi oder Camilla Gonzaga, die so die Besucher Momente aus der lokalen Geschichte der Renaissance miterleben lassen.

## Bemerkenswertes
- Wie bei allen mittelalterlichen Burgen, gibt es auch von der Rocca dei Rossi eine Sage in Verbindung mit einem Geist: Man erzählt sich, das ein junges Mädchen getötet wurde, als sie noch keine zwanzig Jahre alt war und ihr Geist um Mitternacht in der Burg erscheint. Zur Unterstützung dieser Sage soll es einen angeblichen Blutfleck an der Stelle geben, an der sie ermordet wurde, auf dem offenen Kamin der Sala di Latona.[10]
- Die Rocca dei Rossi scheint mit einigen unterirdischen Fluchttunneln ausgestattet gewesen zu sein. Man erzählt sich, dass der sterbende Pier Maria II. de' Rossi einen dieser Tunnel benutzte, um während der Belagerung durch die Truppen Ludwigs IV. 1482 mit einem Satz nach Torrechiara zu entkommen.[7]
- In der Burg von San Secondo schrieb Lorenzo Bertocchini, der Singer-Songwriter aus Varese, ein Lied: Es hieß „San Secondo“ und wurde auf der CD „Uncertain Texas“ (Lorenzo Bertocchini & The Apple Pirates) 2009 veröffentlicht. Das Lied und sein Text sind auf der Website der Burg abzurufen.[16]

## Bildergalerie

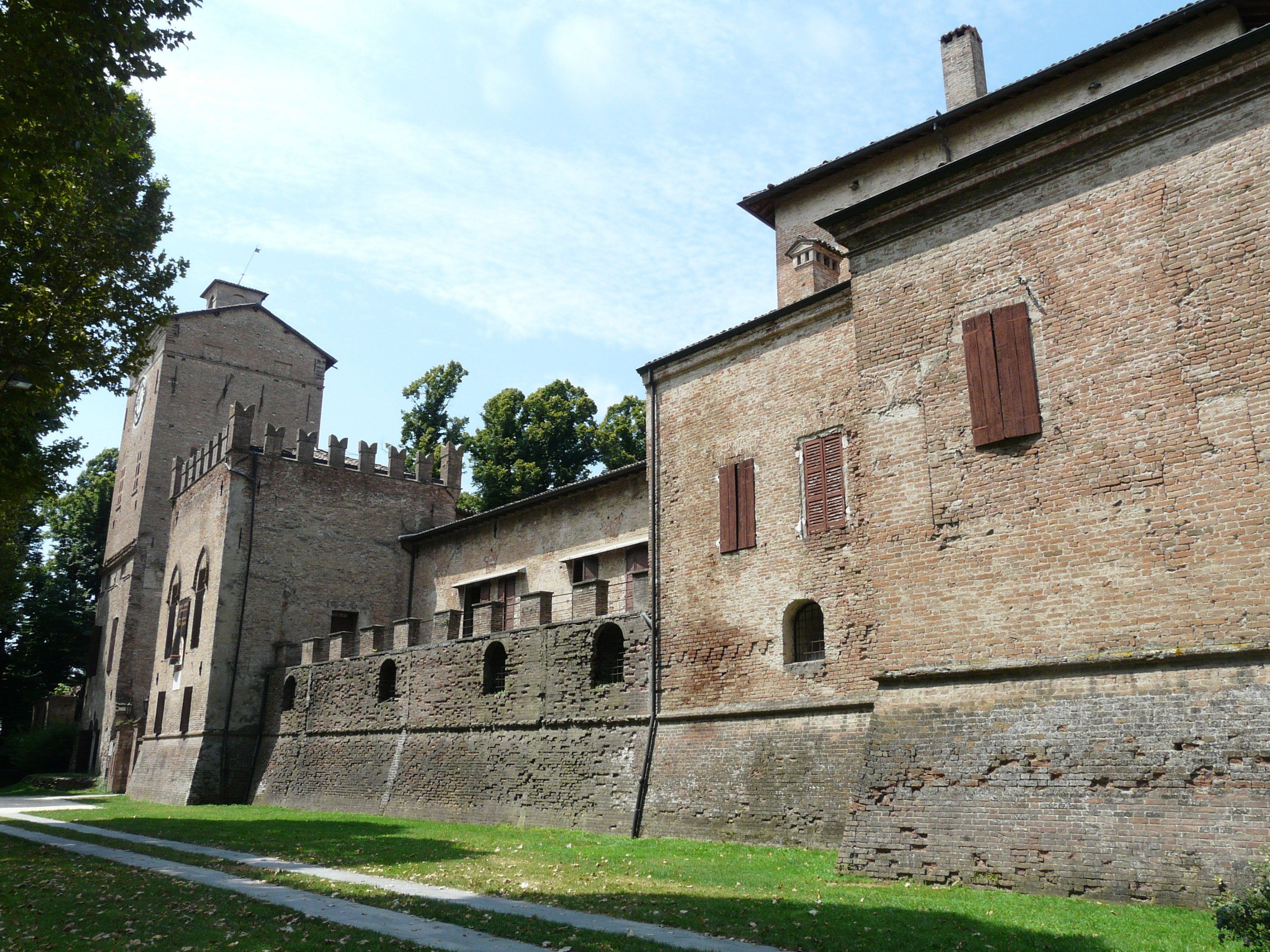
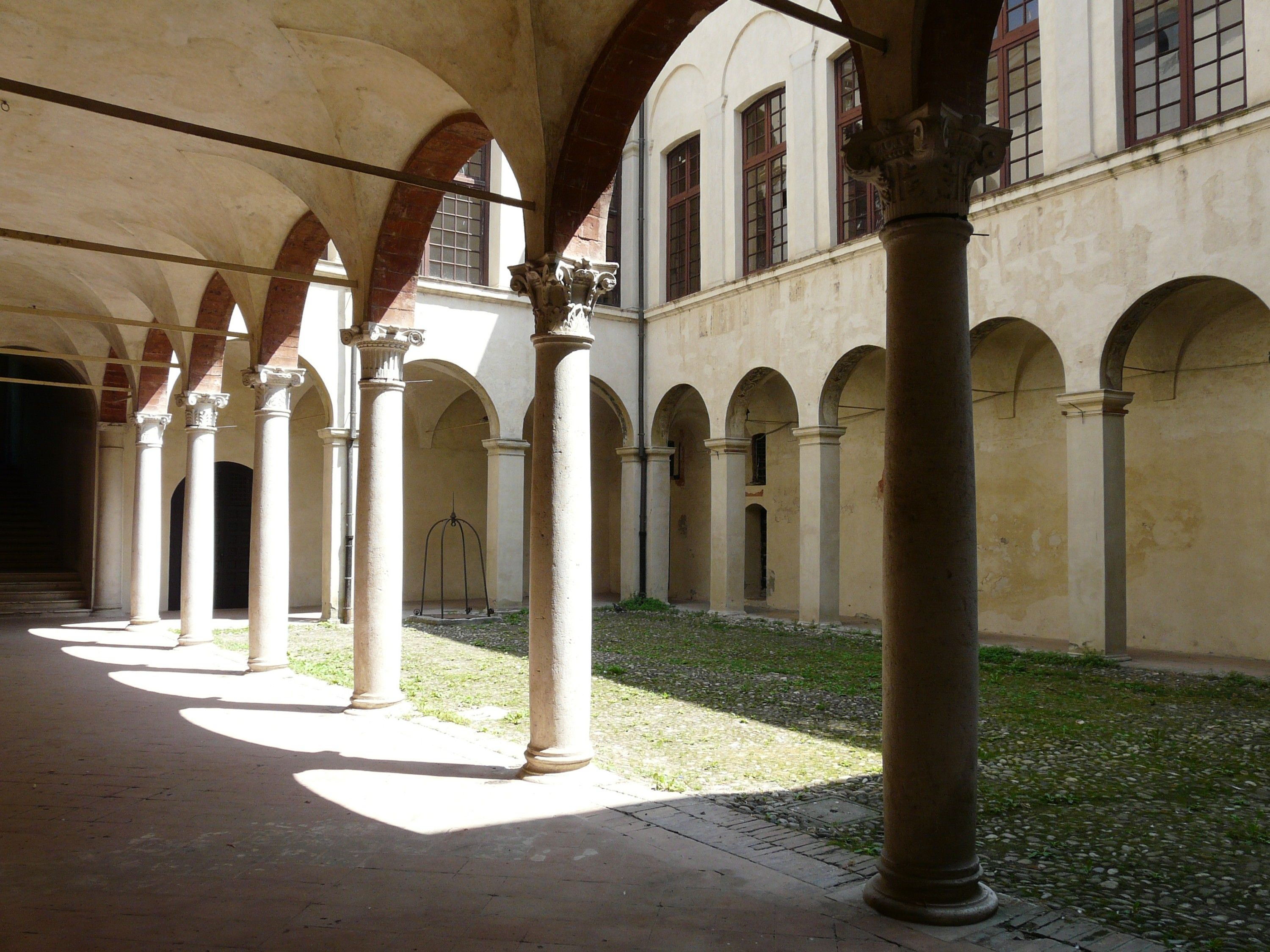
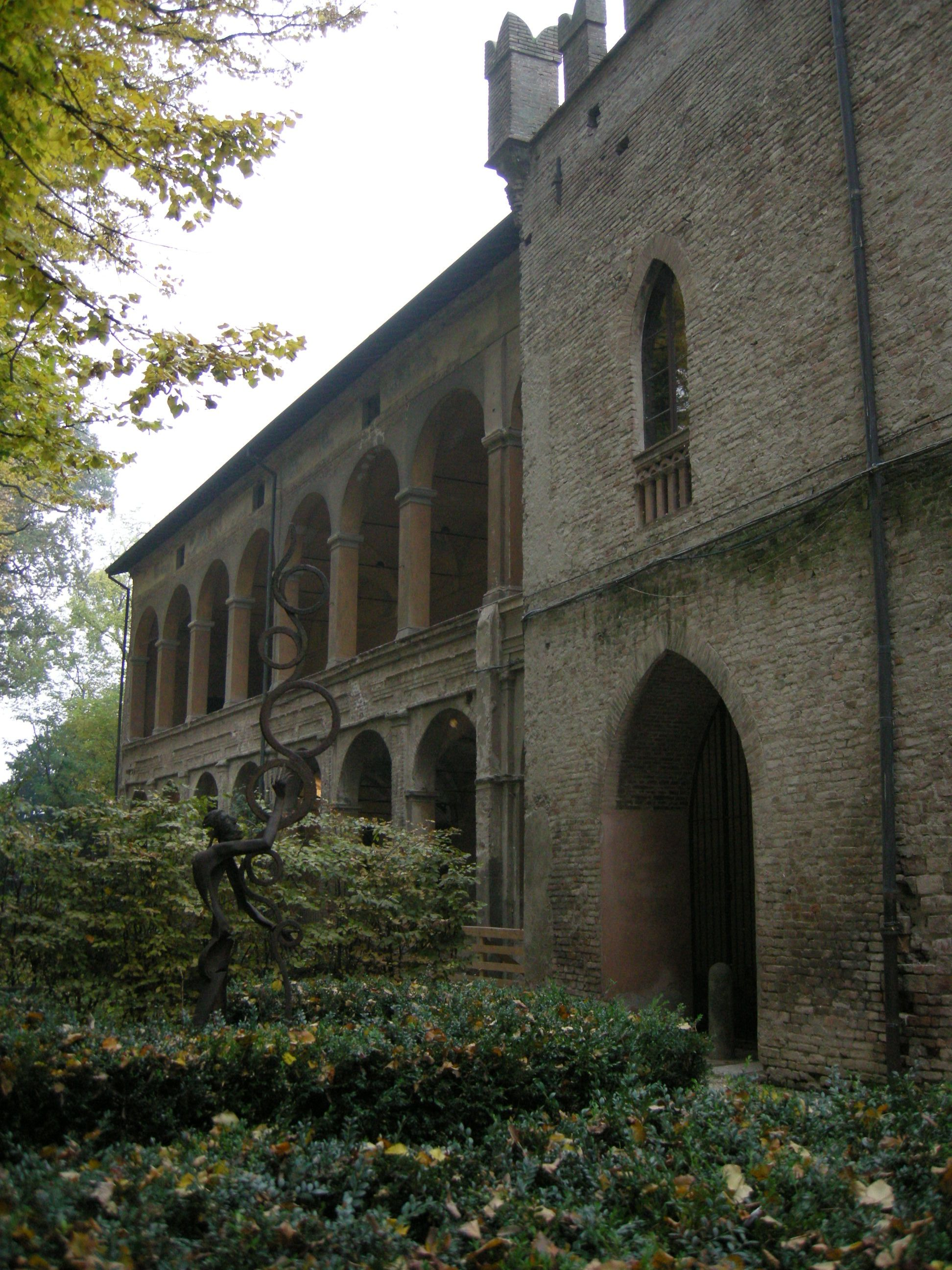
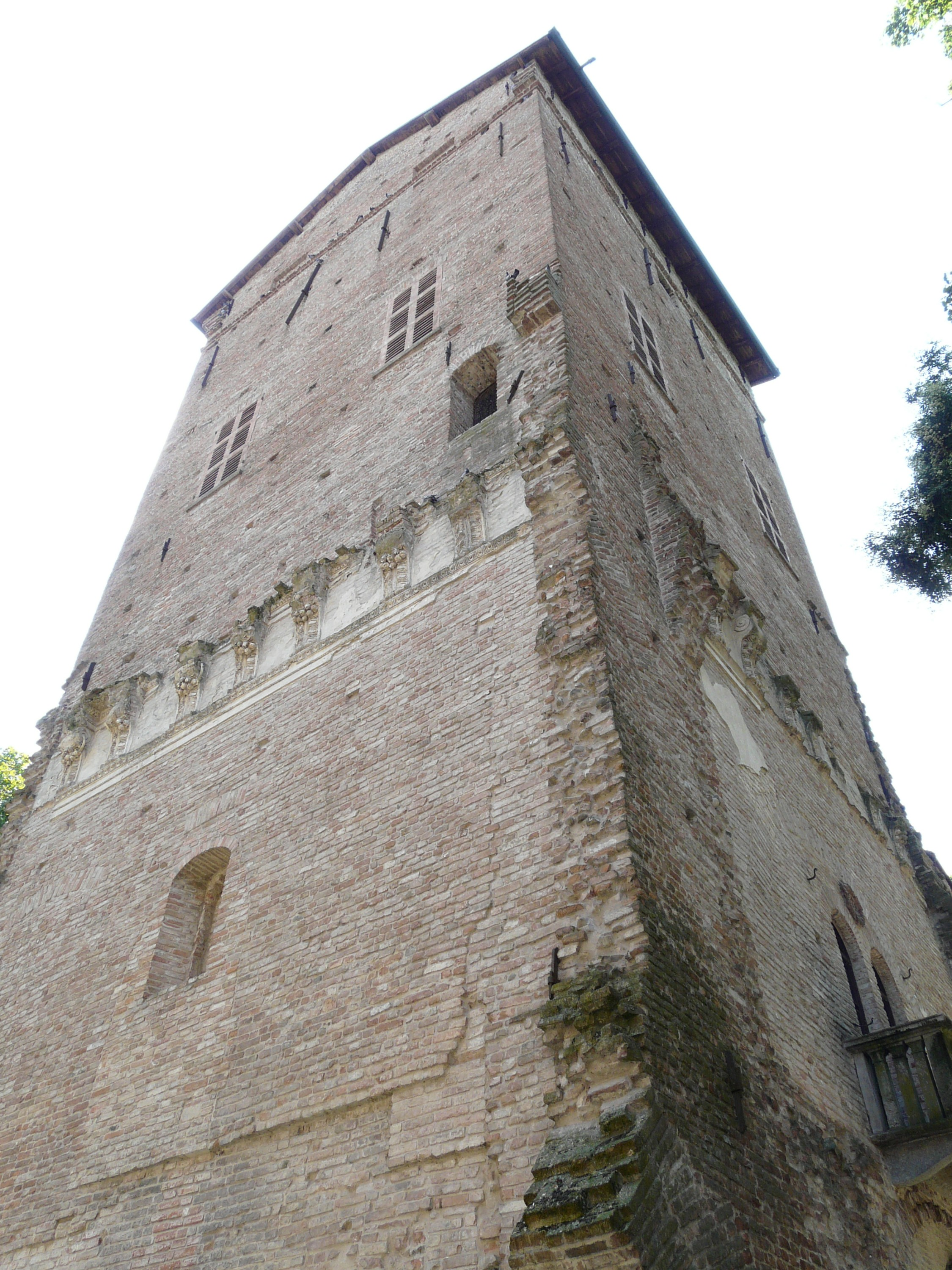
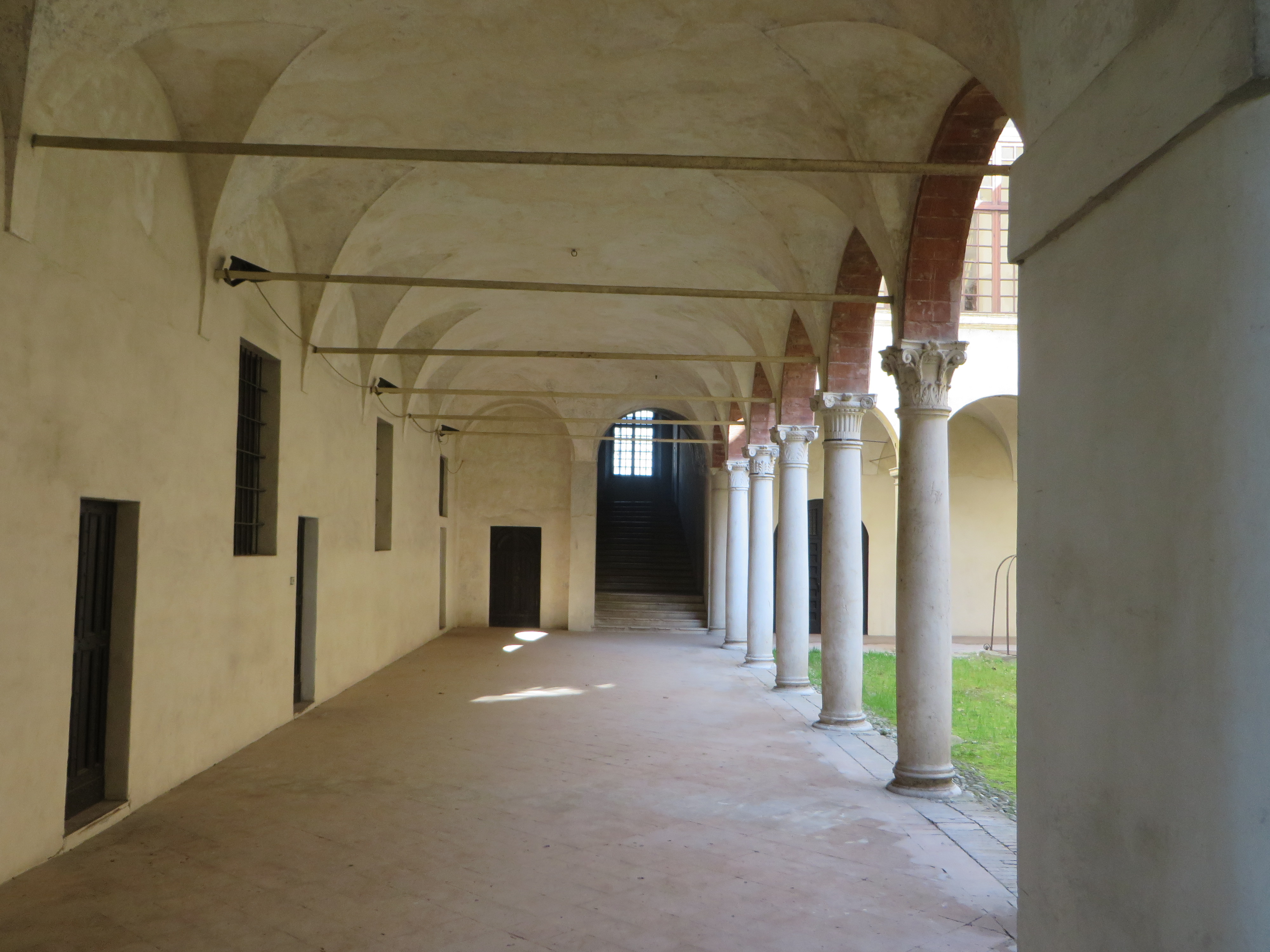
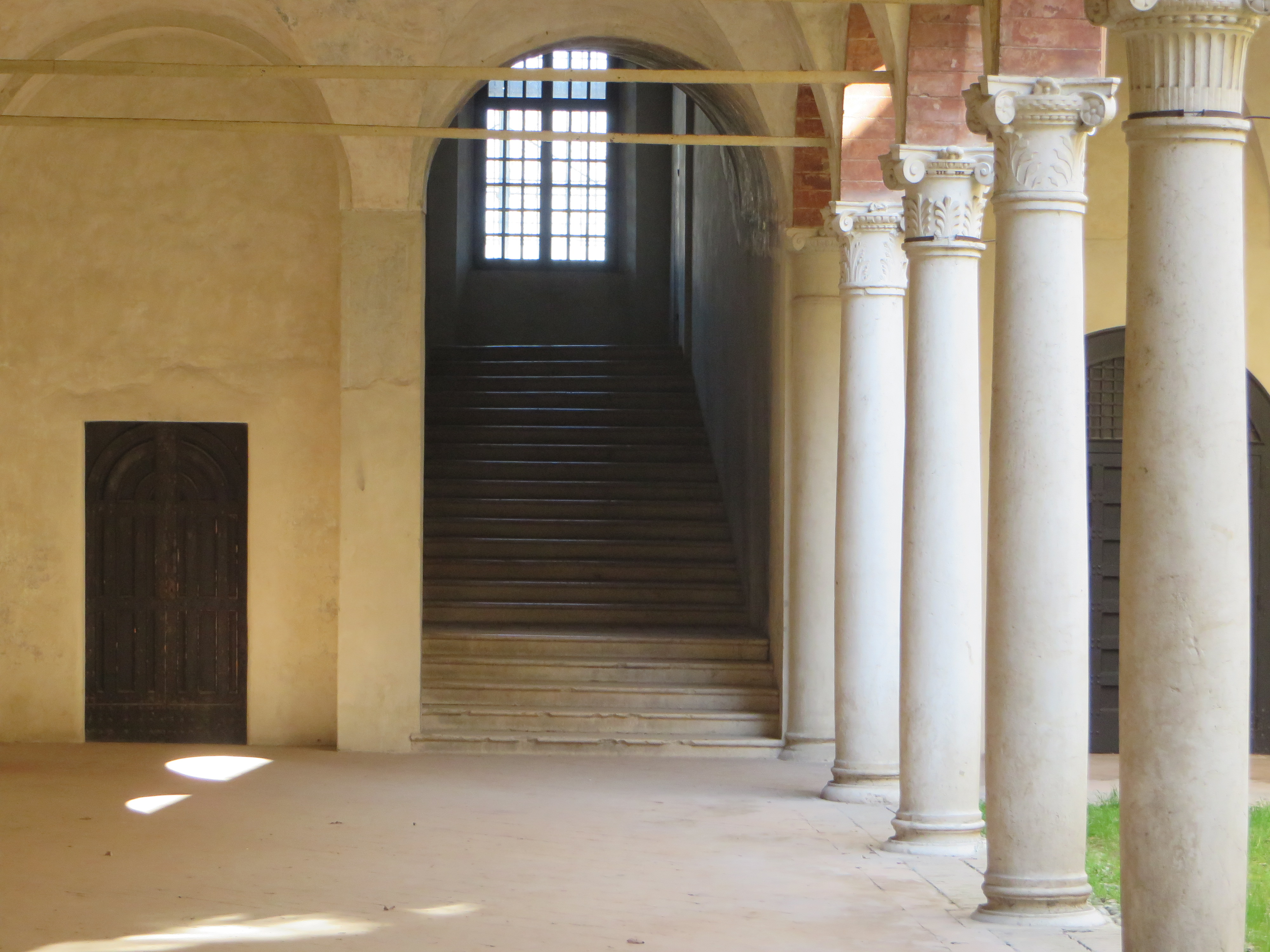
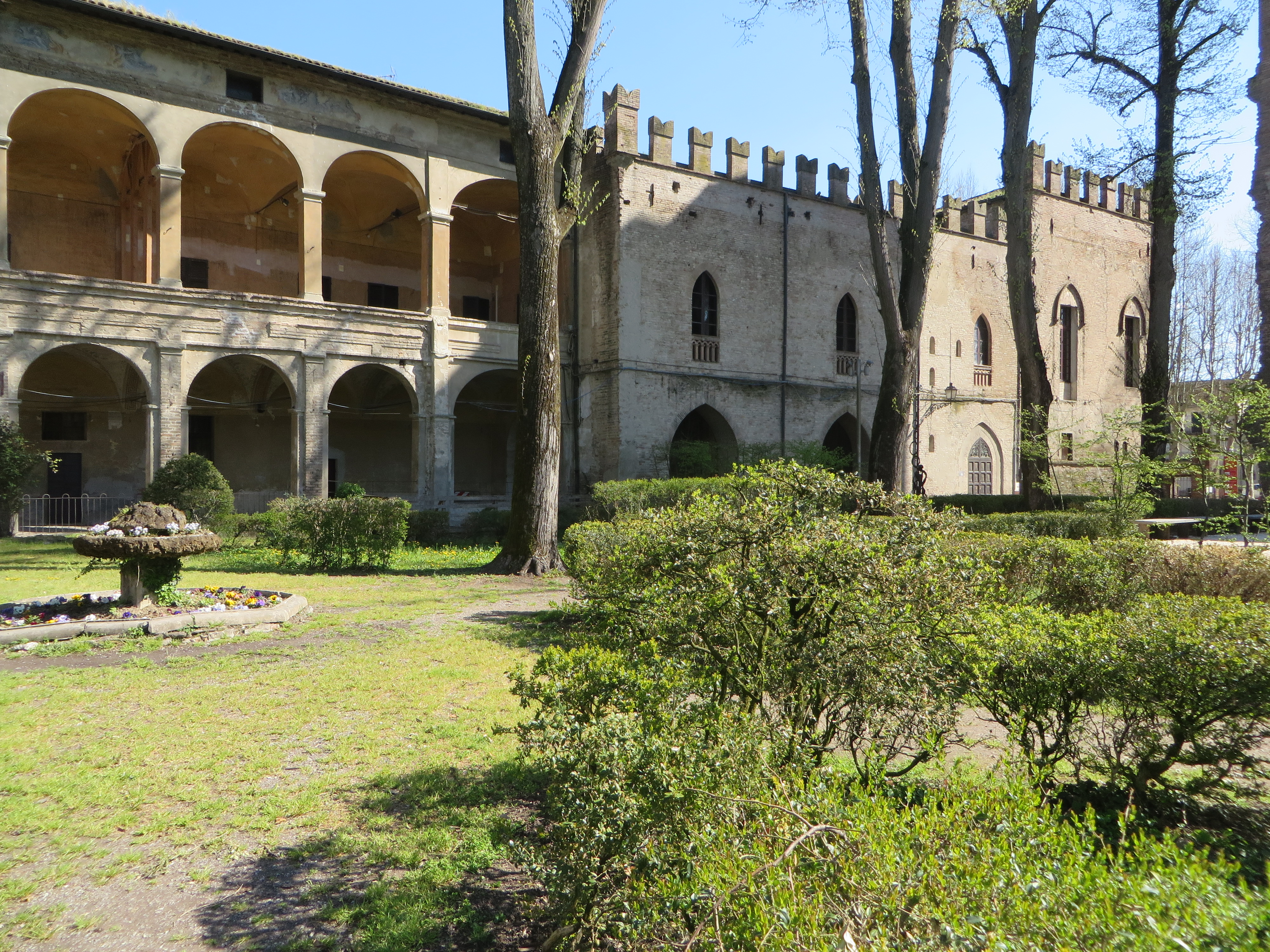
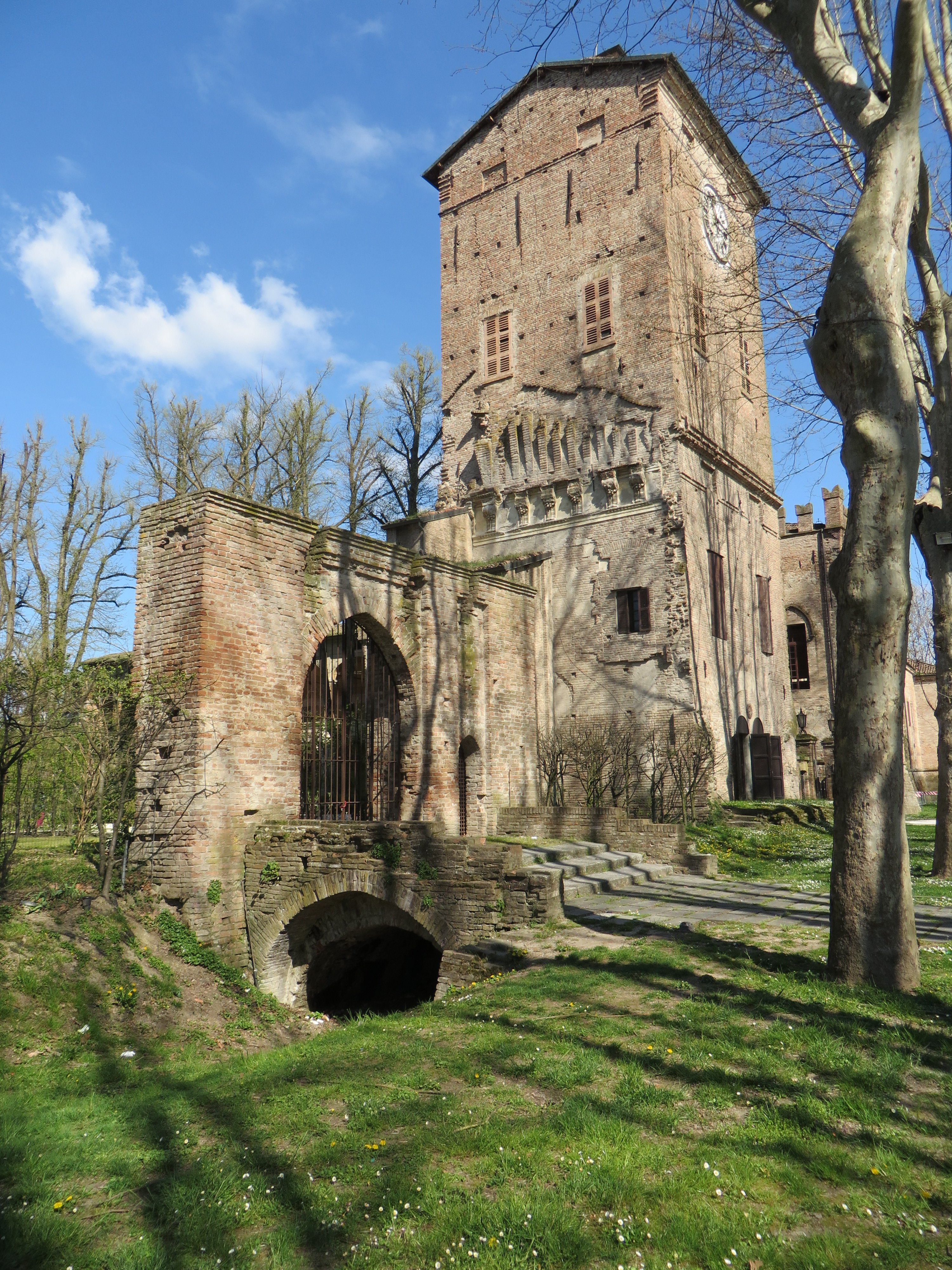
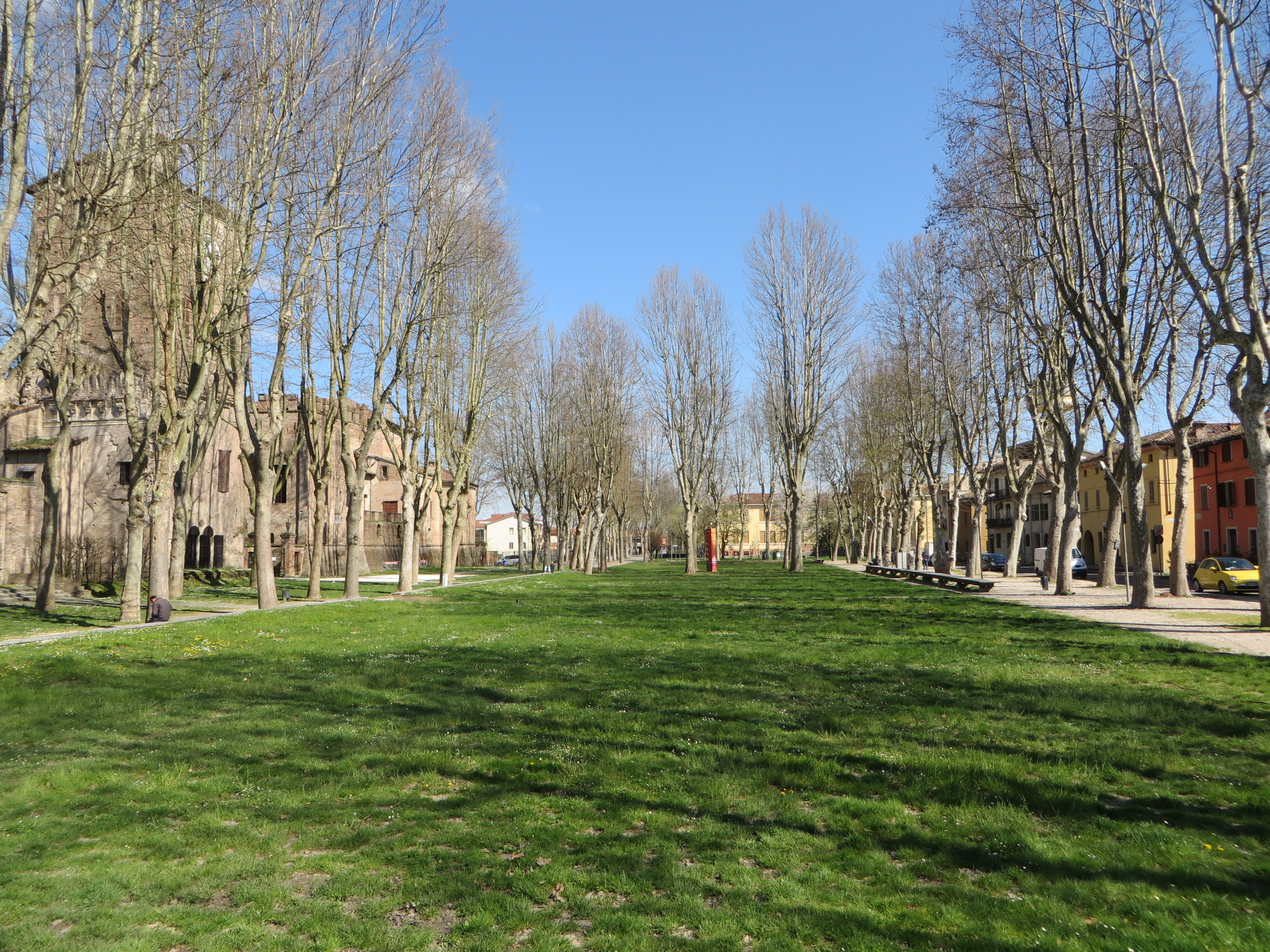
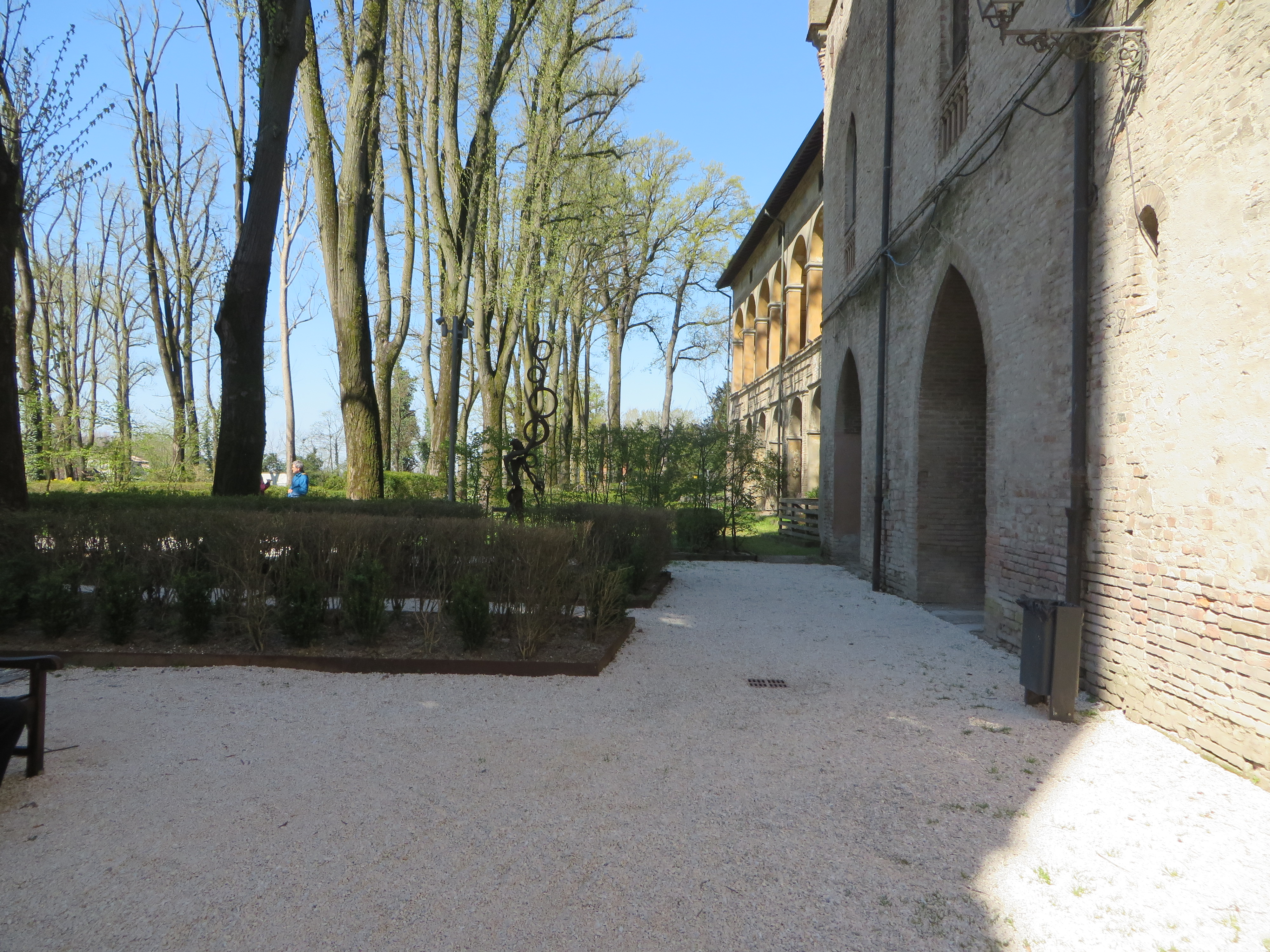
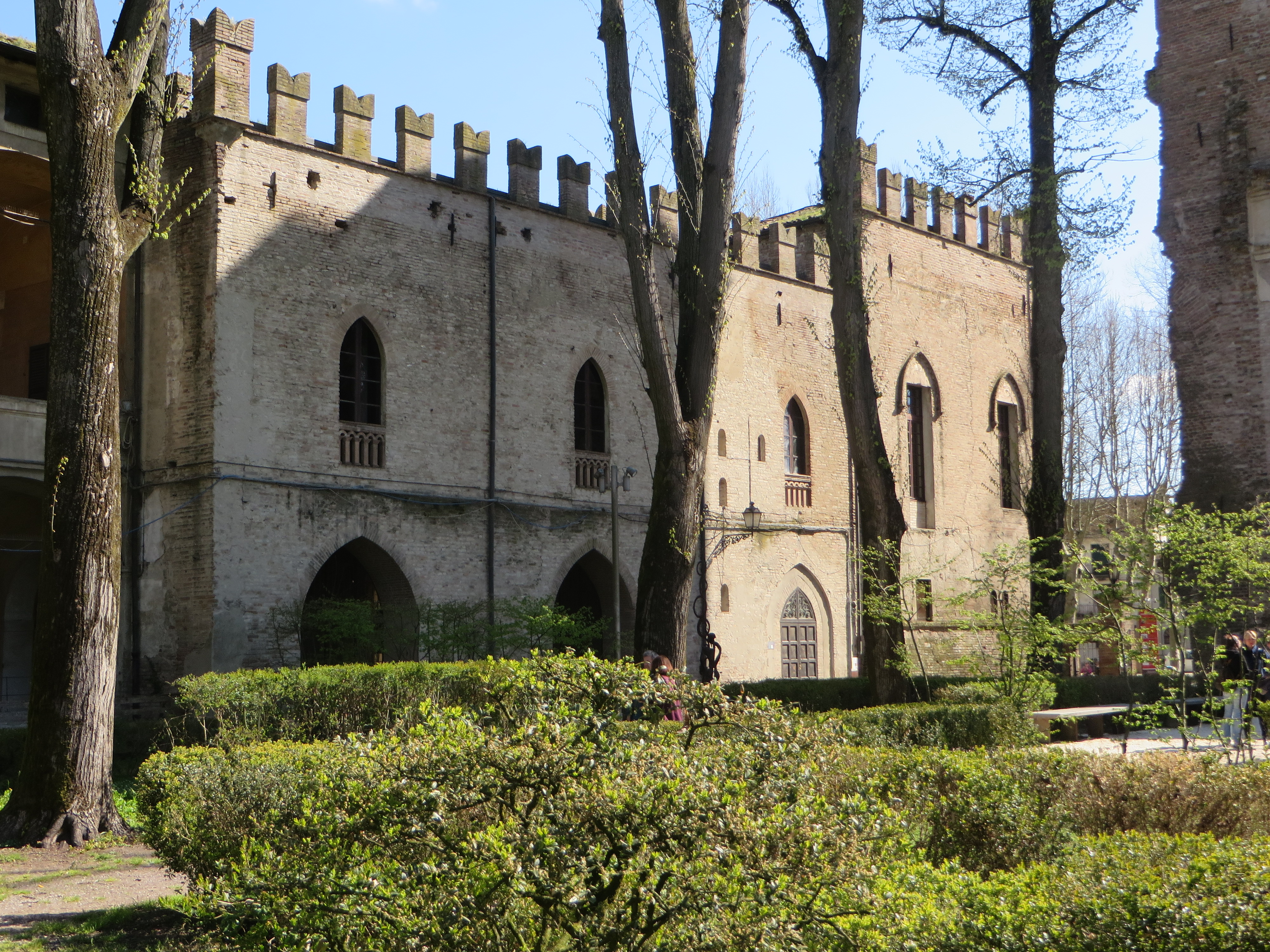
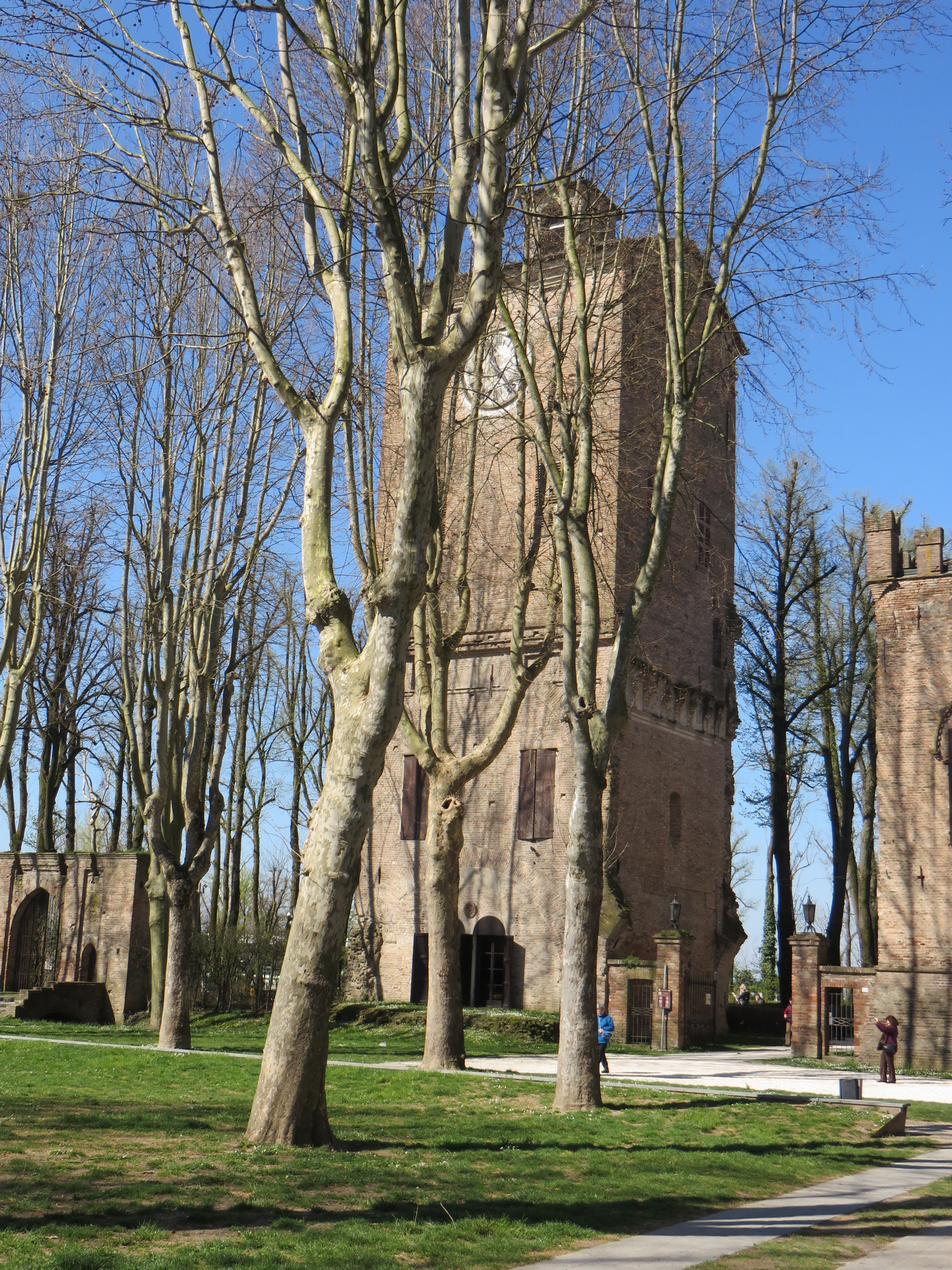
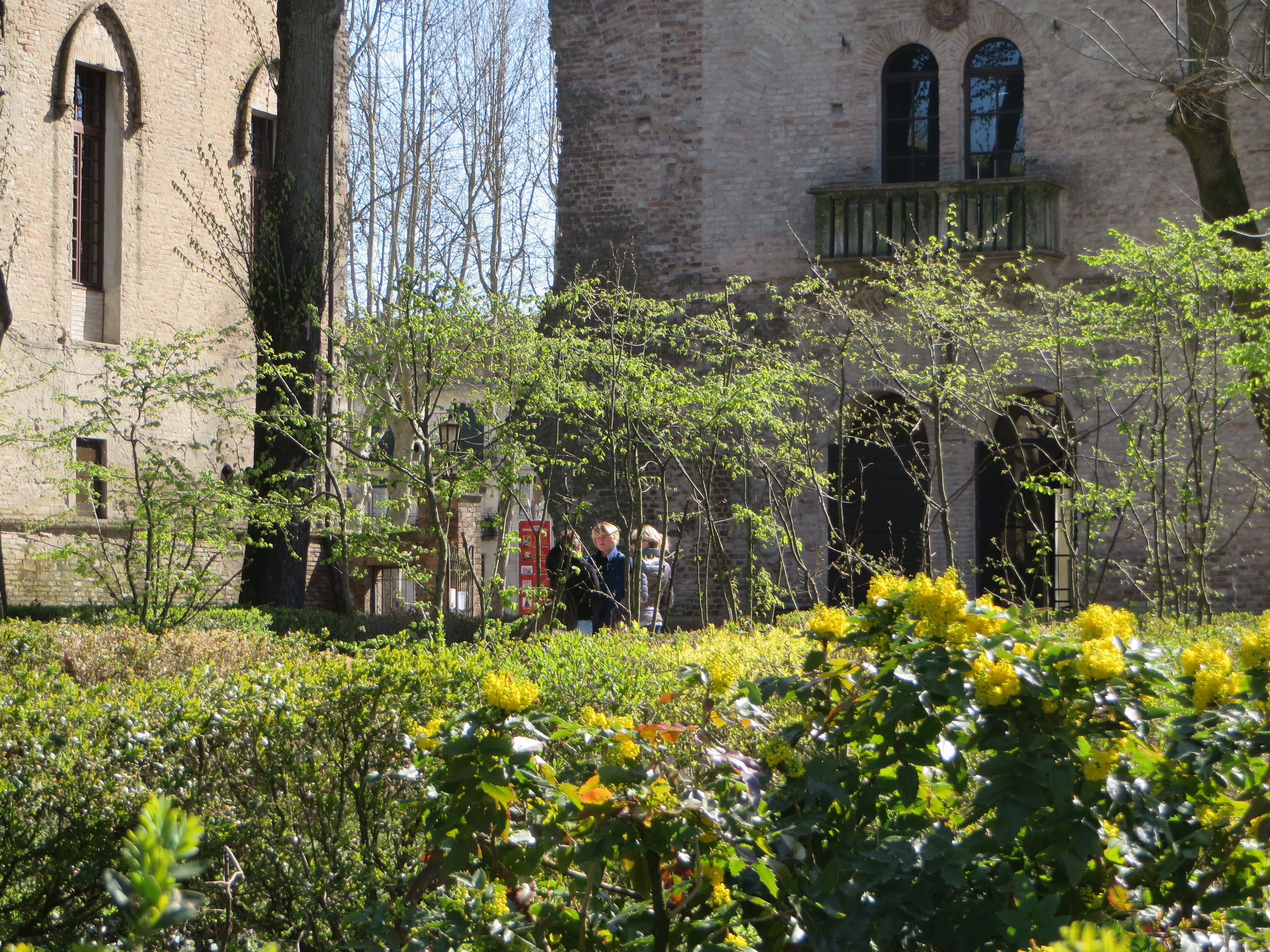
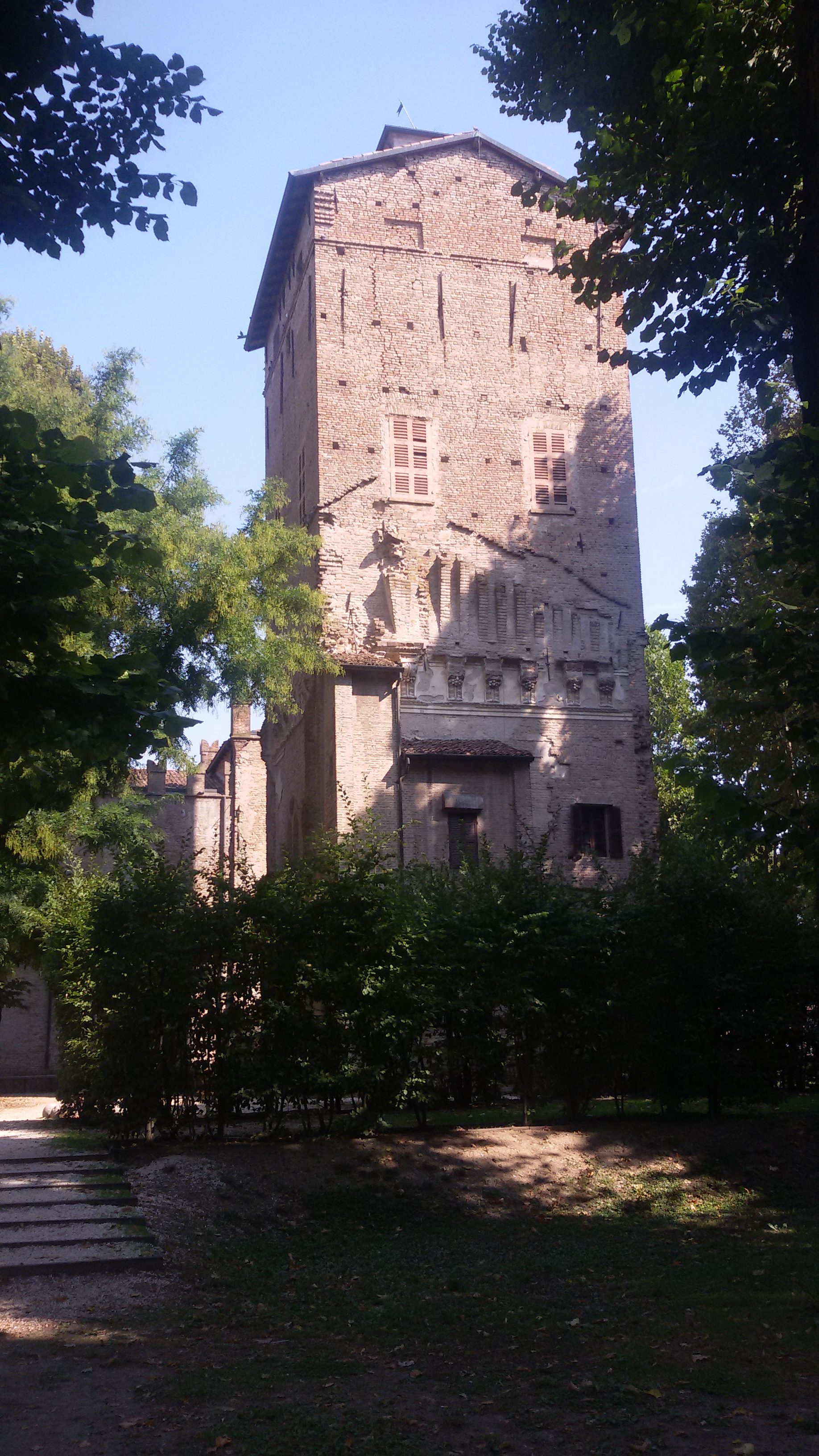